# Скульптура
Скульпту́ра — лі́плення, пластика, вид образотворчого мистецтва, твори якого мають об'ємну, тривимірну форму і виконуються із твердих чи пластичних матеріалів. 
Скульптура зображує головним чином людину, рідше тварин, її головні жанри — портрет, історичні, побутові, символічні, алегоричні зображення, анімалістичний жанр. Художньо-виразні засоби скульптури — побудова об'ємної форми, пластичне моделювання (ліпка), розробка силуету, фактури, у деяких випадках також кольору.

## Різновиди

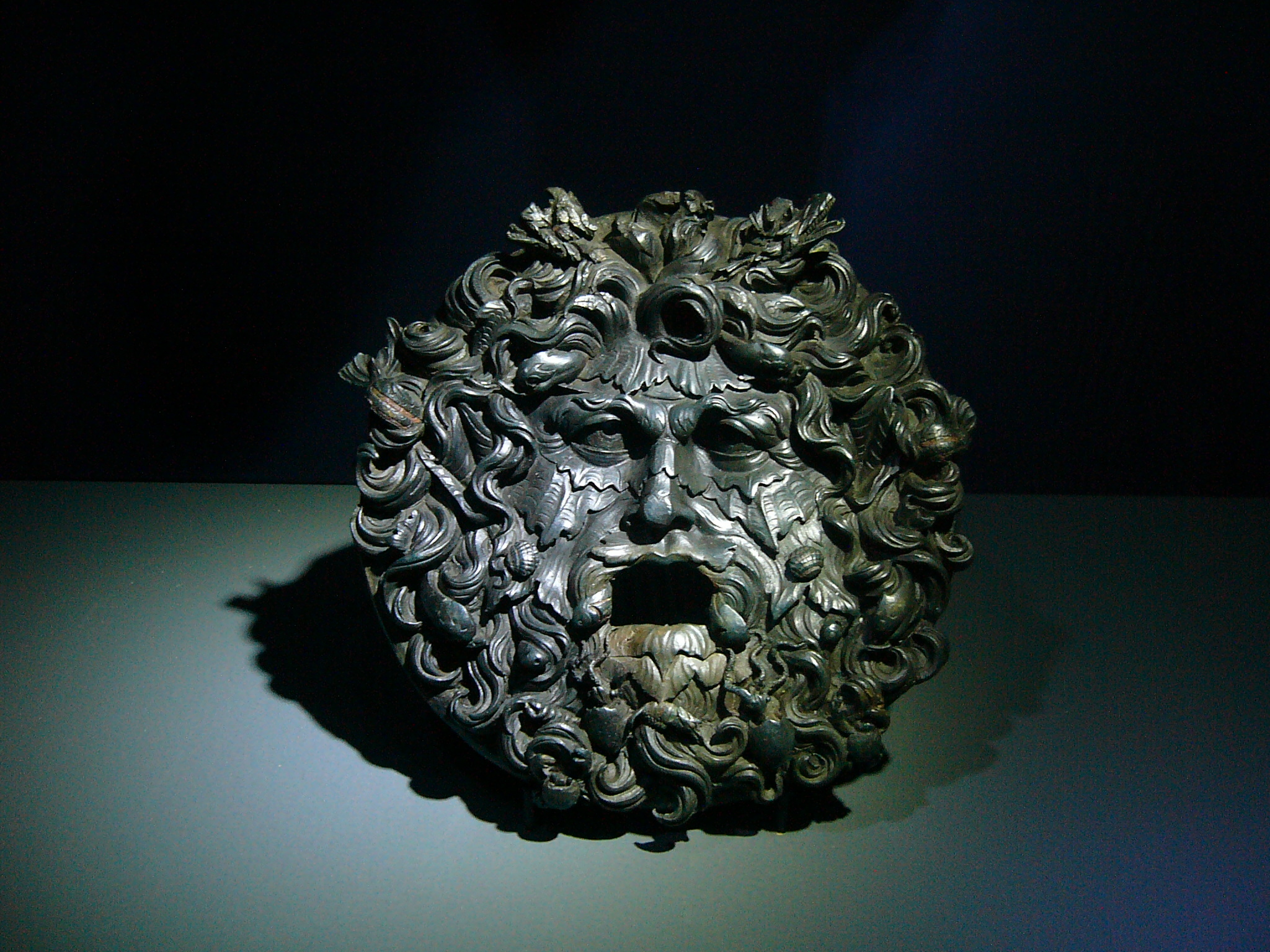
Маска сатира, бронза, Мюнхен

За формою скульптура поділяється на:
- рельєф (зображення розміщене на площині, зокрема барельєф);
- кругла скульптуру (статуя, група, статуетка, погруддя), яку можна розглядати з різних сторін.  У свою чергу, кругла скульптура розрізняється за призначенням.

Види за призначенням:
- монументальна скульптура (пам'ятник, монумент, великі архітектурні ансамблі) пов'язана з архітектурним середовищем, вирізняється значущістю ідей, високим рівнем узагальнення, великими розмірами;
- монументально-декоративна скульптура включає всі види оздоблення архітектурних споруд і комплексів, прикрашає будинки та парки  (атланти, каріатиди, фризи, фронтонна, фонтанна, садово-паркова скульптура);
- станкова скульптура — не залежить від середовища, має розміри, близькі до натури чи менші, і конкретний поглиблений зміст. Зазвичай представлена в музеях, на виставках або є частиною інтер'єру

Залежно від змісту скульптури визначаються її жанри: портрет, тематична композиція, анімалістичний жанр (зображення тварин).Залежно від того, як художник зображає людину, скульптура поділяється на бюст і статую. Зображення кількох об'єктів — фігурна група, або багатофігурна композиція. 
Матеріали скульптури: метал, камінь, глина, дерево, гіпс, лід, сіль та інше. Методи обробки матеріалу: ліплення, висікання, лиття, кування, карбування тощо.

## Техніка виконання

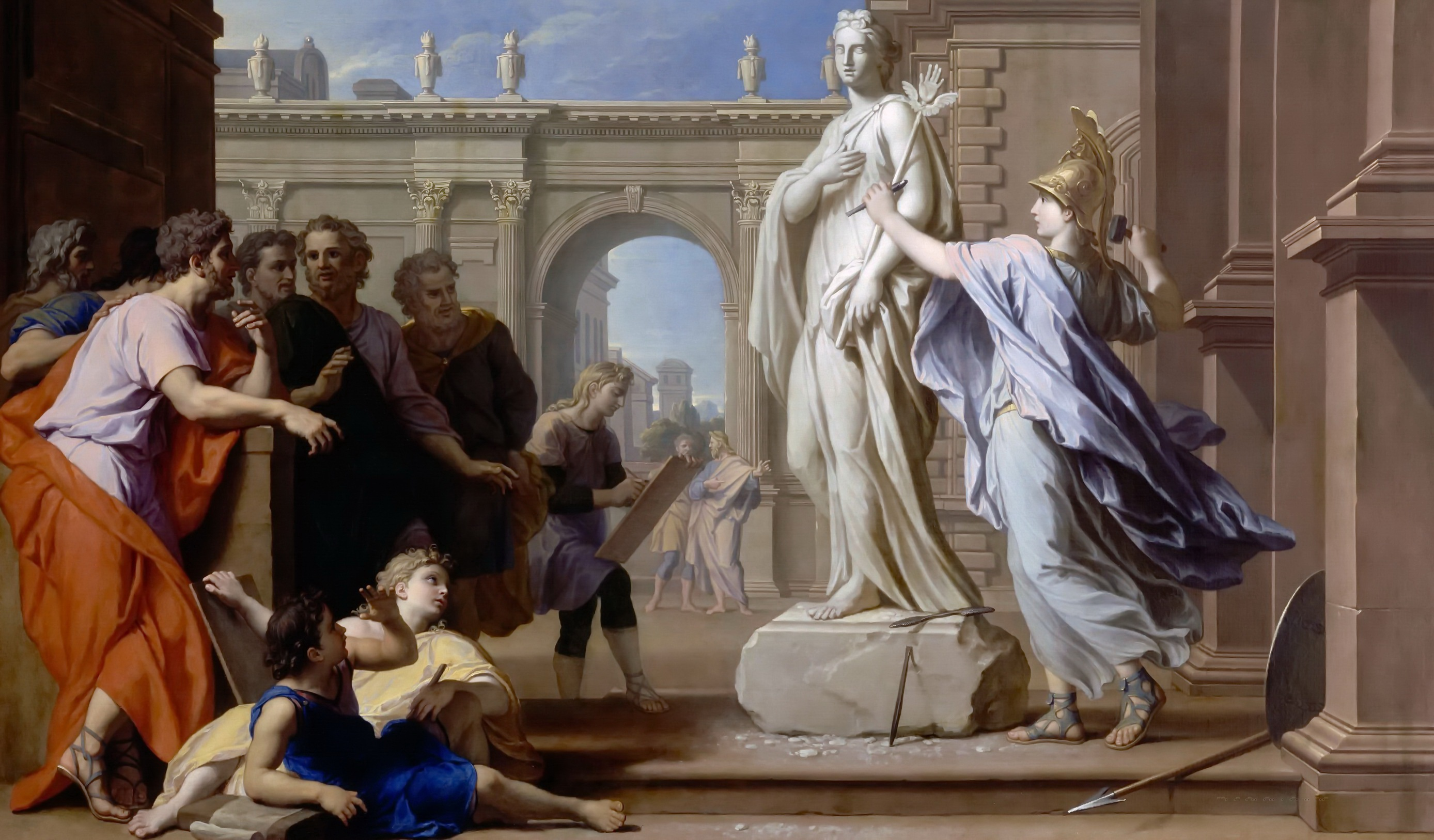
Худ. Рене-Антуан Хюассе. «Мінерва навчає мистецтву скульптури», 1688 р. Версаль.

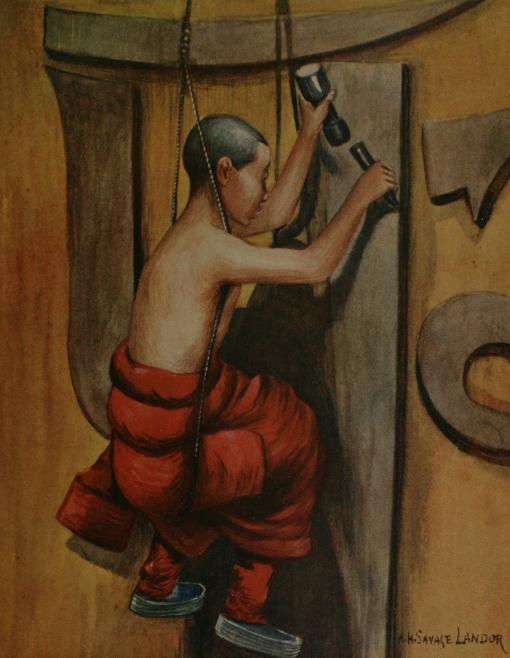
«Виготовлення скульптури в Тибеті», 1905 рік (Арнольд Генрі Севідж Лендор)

Коли скульптор виконує будь-яку роботу, він, перш за все, ліпить у зменшеному вигляді макет з воску чи мокрої глини, що передає ідею його майбутнього твору. Іноді, особливо в тому випадку, коли задумана скульптура має бути великою і складною, художнику доводиться виготовляти іншу, більш велику і детальнішу модель. Потім, керуючись макетом або моделлю, він приступає до роботи над самим твором. Якщо має виконати статую, то береться для її підніжжя дошка, і на ній споруджується сталевий каркас, вигнутий і пригнаний таким чином, щоб жодна його частина не виходила за межі майбутньої фігури, і сам він служив для неї кістяком; крім того, в тих місцях, де тіло фігури повинно мати значну товщину, до каркаса сталевим дротом прикріплюються дерев'яні хрести; у частинах фігури, які виступають, наприклад у пальцях рук, волоссі, складках одягу, дерев'яні хрести замінюються скрученим дротом або прядивом, що згорнене у вигляді джгутів. Помістивши такий остов статуї на нерухомий або горизонтально обертовий верстат, скульптор починає обкладати каркас ліпильною глиною так, щоб виходила фігура, в загальних рисах схожа з моделлю; потім, видаляючи в одному місці зайво накладену глину, додаючи в іншому її недолік, він поступово доводить її до бажаної схожості зі своїм задумом. Для цієї роботи йому служать пальмові чи сталеві інструменти різної форми, які називаються стеками, але ще більше пальці його власних рук. Під час процесу ліплення необхідно постійно підтримувати вологість глини, щоб уникати появи тріщин, оскільки глина швидко висихає. Для цього, час від часу, скульптуру змочують або збризкують водою, а, перериваючи роботу до наступного дня, її огортають мокрим полотном. Подібні прийоми вживаються і при виробництві рельєфів значного розміру — з тою лише різницею, що для зміцнення глини замість каркаса користуються великими сталевими цвяхами і болтами, що вбиті у щит з дощок або неглибокий ящик, який служить підставою для рельєфу. Закінчивши ліплення повністю, скульптор дбає про виготовлення точного знімку зі свого твору з матеріалу, міцнішого, ніж глина, і з цією метою вдається до допомоги формувальника. Формувальник знімає з глиняного оригіналу так звану чорну форму з алебастру, і по ній відливає гіпсовий зліпок твору. Якщо художник бажає мати зліпок не в одному, а в кількох примірниках, то вони відливаються по так званій чистій формі, виготовлення якої набагато складніше, ніж попереднє.
Без попереднього ліплення глиняного оригіналу і виливки його гіпсового зліпку не обходиться створення жодного більш-менш великого твору скульптури — кам'яний він чи металевий. Правда, бували скульптори, як, наприклад, Мікеланджело, що працювали прямо з мармуру; але наслідування їх прикладу вимагає від художника надзвичайної технічної досвідченості, і все-таки він ризикує при такій сміливій праці робити на кожному кроці невиправні помилки.
З отриманням гіпсового зліпка істотна частина художнього завдання скульптора може вважатися закінченою: залишається тільки відтворити зліпок, дивлячись за бажанням, у камені (мармурі, пісковику, вулканічному туфі тощо) або в металі (бронзі, цинку, сталі тощо), що являє собою вже напівремісницьку роботу. При виготовленні мармурової і кам'яної статуї загалом, поверхня гіпсового оригіналу покривається цілою мережею точок, які, за допомогою циркуля, нахилу та лінійки, повторюються на брилі, що підлягає обробці. Керуючись цим пунктируванням, помічники художника під його наглядом видаляють непотрібні частини брили допомогою різця, долота та молота; в деяких випадках вони користуються при цьому так званою пунктирною рамою, в якій взаємно пересічні нитки вказують на ті частини, які повинні бути відбиті. Таким чином, з необробленої брили повільно виникає загальна форма статуї, вона все детальніше і детальніше оброблюється досвідченими робітниками, поки, нарешті, сам скульптор не надає їй останньої обробки, а полірування пемзою надає різним частинам поверхні твору схожість з тим, що являє в цьому відношенні оригінал. Для більшого наближення до неї в оптичному відношенні, стародавні греки і римляни натирали свої мармурові статуї воском і навіть трохи розфарбовували їх і золотили (див. також Поліхромія).

## Використання матеріалів

### Бронза
Найважливішим матеріалом для скульптур, поряд з мармуром, служить бронза; мармур найпридатніший для відтворення ніжних, ідеальних, переважно жіночних форм; бронза — для передачі форм мужніх, енергійних. Понад те, вона являє особливо зручну речовину в тому випадку, коли твір колосальний за розмірами або зображує сильний рух: фігури, жваві таким рухом, при виконанні їх з бронзи не потребують підпор для ніг, рук та інших частин, які необхідні в подібних фігурах, вирубаних з крихкого каменю. Нарешті, для творів, призначених стояти на відкритому повітрі, особливо в північному кліматі, надають перевагу бронзі тому, що не тільки не псується від атмосферного впливу, а й отримує внаслідок свого окислення приємний для ока зеленуватий або темний наліт на своїй поверхні, званий патиною. Бронзову статую виповнюють або за допомогою виливки розплавленого металу в заздалегідь приготовлену форму, або вибивають молотком з металевих пластин.
Один зі способів виробництва бронзових скульптур, це метод полого бронзового литва. Секрет його полягає в тому, що початкову форму під статуетку роблять у воску, потім наносять глиняний шар і витоплюють віск. І тільки потім заливають метал. Бронзове лиття — це сукупна назва всього цього процесу.
Що стосується до вибивної роботи, то вона полягає в наступному: береться лист металу, його розм'якшують нагріванням на вогні і, б'ючи по внутрішній стороні листа молотком, надають йому потрібну опуклість, спочатку в грубому вигляді, а потім, при поступовому продовженні такої ж роботи, з усіма деталями, згідно з наявною моделлю. Цей прийом, для якого художник повинен володіти особою спритністю і тривалим досвідом, вживається переважно при виконанні барельєф ів не особливо великого розміру; при виготовленні же великих і складних творів, статуй, груп і горельєфів, до нього вдаються в даний час тільки тоді, коли необхідно, щоб вони мали порівняно малу вагу. У цих випадках вибивка твори проводиться по частинах, які потім з'єднуються гвинтами і закріпами в одне ціле. З XIX століття вибивну роботу і лиття в багатьох випадках заміняють осадженням металу у форми за допомогою гальванопластики.

### Дерево
Деревом, як матеріалом для скульптур, користувалися ще в глибоку давнину, але дерев'яна скульптура особливо шанувалася в Середні століття і в початкову пору доби Відродження в Німеччині, наділяючи храми розфарбованими і роззолоченими статуями святих, вигадливими вівтарними прикрасами, фігурними жюбé, кафедрами і сидіннями для хорів. Для таких виробів використовують переважно м'яке липове або буке дерево, що легко піддається різцю.

### Коштовні матеріали
Благородні метали, так само як і слонова кістка, вживаються, внаслідок своєї дорожнечі, виключно для невеликих статуй. Втім, слонова кістка в квітучий період давньогрецького мистецтва знаходила собі застосування і у великих, навіть колосальних творах — в так званих хрисоелефантинних статуях, тобто таких, в яких виконували з неї обличчя і оголені тілесні частини фігури, одяг же робився з пелюсток золота, прикріплених на дерев'яному остові. Нарешті, щодо твердих каменів треба зауважити, що вони з античних часів відіграють важливу роль в дрібних пластичних творах, як камеї та геми. Для подібних робіт найчастіше береться онікс, що дозволяє художнику завдяки різнобарвності шарів цього каменя отримувати вельми мальовничі ефекти.

### Штучні матеріали
Останнім часом широко у скульптурі широко застосовують штучні матеріали, такі як штучний мармур, мармурит, беєрит і т. ін. Штучні матеріали являють собою суміш крихти природного каменю і різних домішок. Штучний камінь має багато переваг, таких як підвищена міцність, довговічність і стійкість до різних погодних умов, а відсутність відходів каменю при виробництві суттєво знижує вартість. Можна легко створювати вироби будь-якого кольору і складної форми.

## Рельєф

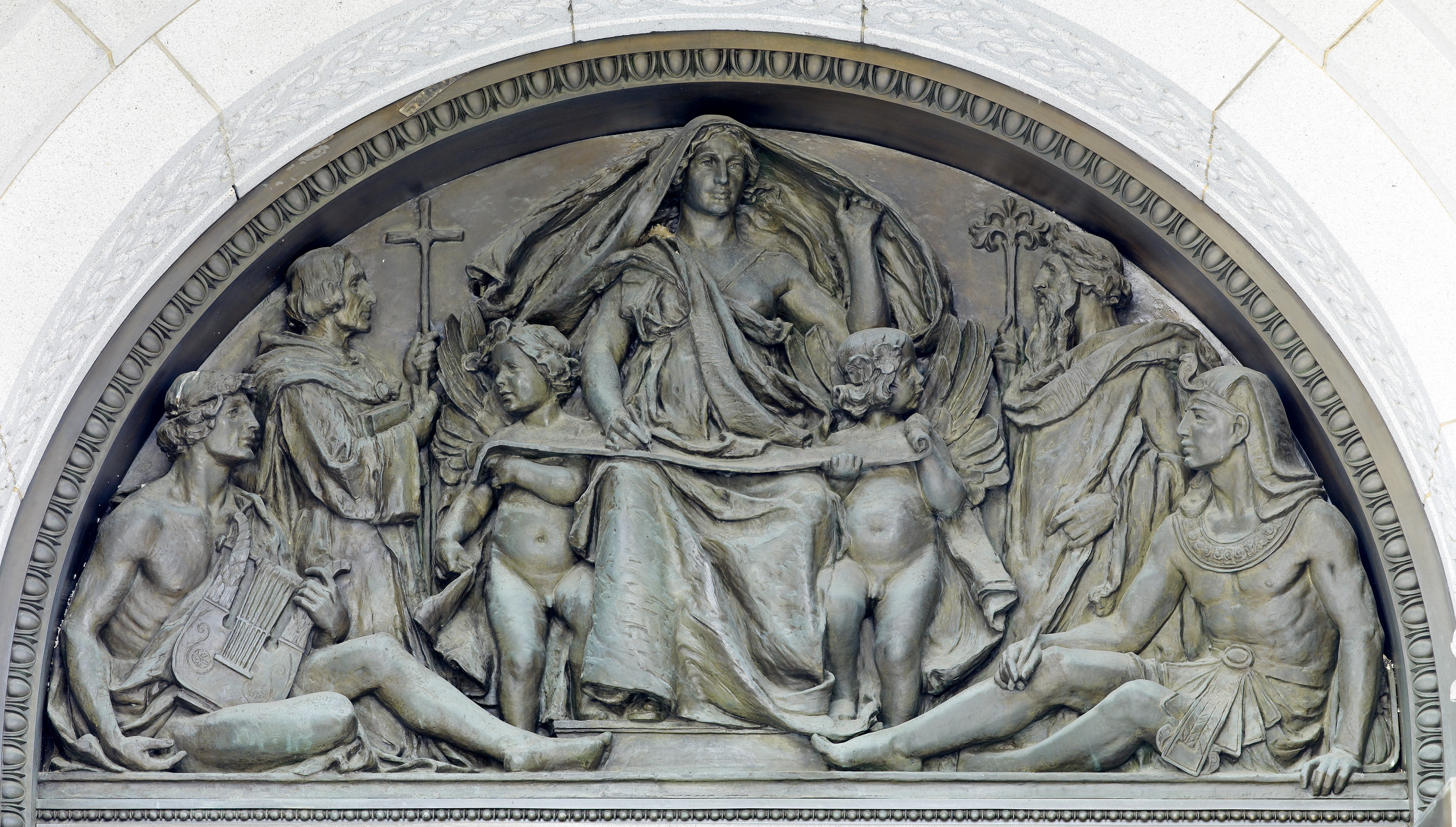
Тимпан із зображенням письменства від античності до пізнього християнства, Томас Джефферсон білдинг (Бібліотека Конгресу США), тимпан на фасаді головного входу, місто Вашингтон, архітектор Олін Ворнер, 1896 рік.

Рельєф — один з видів скульптури, об'ємне зображення предметів, що лише частково виступають над площиною. Рельєф є чимось середнім між пласким зображенням в живописі та тривимірним зображенням круглої скульптури. Рельєф був особливо поширений на Стародавньому Сході: Індія, Межиріччя, Камбоджа (Кампучія), Іран, Ассирія. Рельєф поділяється на три різновиди: заглибленний рельєф, барельєф  та горельєф
Заглибленний рельєф являє собою малюнок врізаний в поверхню, завдяки грі світла та тіні таке зображення створює ілюзію об'ємності, яскравим прикладом такого рельєфу можуть виступати єгипетські зображення нанесені на стіни та колони храмів, а також на побутові предмети. На цих зображеннях робиться акцент на фараонах та їх оточенні завдяки глибшій різьбі та об'ємному моделюванні, в той час як інші об'єкти намальовані поверхнево і здаються пласкими.
В барельєфі зображення виступає не більше ніж на половину свого реального об'єму. Класичними прикладами барельєфу є фриз Парфенона, барельєфи Персеполіса або оздоблення камбоджійського храму Ангкор-Вату.
Відповідно в горельєфі зображення виступає більше ніж на половину свого реального об'єму. Прикладом горельєфу є Пергамський вівтар.

## Монументальна скульптура
| «Витвори скульптури не стають більш монументальними ні через розмір ні через призначення ні через матеріал з якого вони зроблені хоча і перше і друге і третє може бути частиною скульптурної краси та суттєво впливати на неї. Звідси зрозуміло, що монументальність є саме тією якістю художньої форми, для якої найменше підходить розрахунок на кількісні ефекти.» | — А. І. Бассехес

## Історія

### Стародавній світ
Перші прояви художньої творчості в області ліплення криються в мороці доісторичних часів; не підлягає, однак, сумніву, що вони були викликані, як викликалися й згодом у молодих племен, потребою людини, що ще не вийшли з дикого стану, виразити почуттєвим знаком ідею про божество або зберегти пам'ять про дорогих людей. На цю причину натякає поетична легенда стародавніх греків про винахід пластики, — легенда, по якій Кора, дочка коринтянина Вутада, бажаючи, при розставанні зі своїм коханим, зберегти собі на пам'ять його зображення, окреслила контур його голови по тіні, кинутої сонцем, а її батько заповнив цей силует глиною. Які були початкові досвіди ліплення в доісторичну епоху — про це дозволяють нам судити статуї, знайдені європейськими мандрівниками при першому відвідуванні островів Тихого океану, наприклад на Гавайських островах. Це — прості стовпи зі слабкими, дивовижними натяками на людські обличчя й статеві органи. Історія ліплення починається приблизно за тридцять століть до н. е., з найстаршого з культурних народів стародавнього світу, єгиптян.

#### Стародавній Єгипет

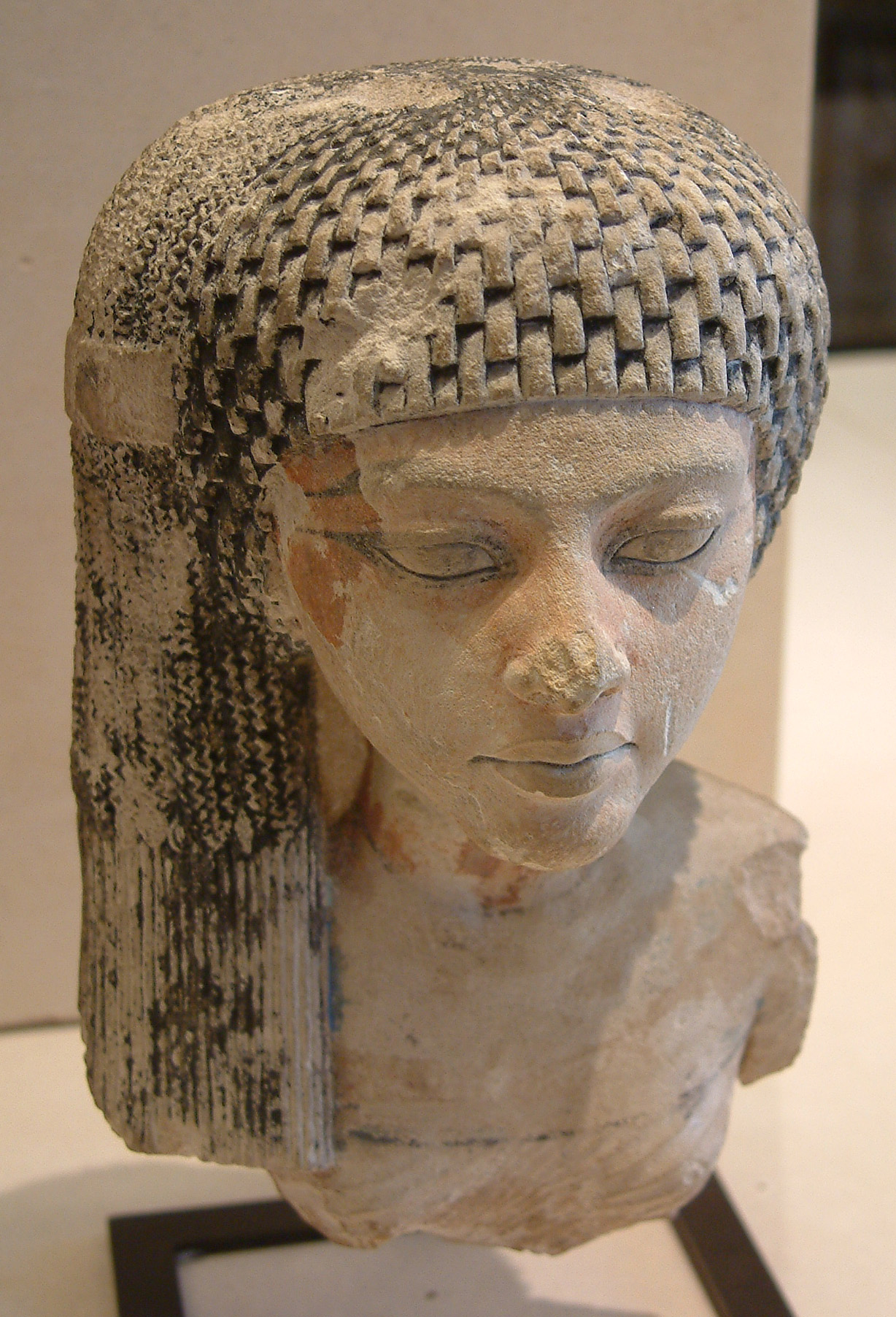
Донька Нефертіті (18 династія Єгипту)

Скульптура Єгипту, протягом всього продовження його історичного життя, залишалася нерозлучною супутницею архітектури, підкоряючись її принципам і служачи для прикраси її споруд статуями богів, царів, фантастичних істот і пластичних картин, що відповідають призначенню будівлі. На початку під впливом народного уявлення про загробне життя, вона виявляла рішучу схильність до реалізму, але потім застигла в умовних, в певний час усталених формах, що майже не піддавалися зміні до самого падіння єгипетського царства. Надзвичайне терпіння й спритність у подоланні технічних труднощів при обробці таких твердих матеріалів, як діорит, базальт й граніт, характерне відтворення племінного типу, величчя, що досягає за допомогою колосальності й додання строго пропорційним фігурам симетричності форм й урочистого спокою — такі відмітні якості єгипетських статуй фівського й саїського періодів, що страждають, однак, відсутністю вираження індивідуального характеру й справжнього життя (величезні фігури Рамзеса II в Абу-Сімбелі, статуї Мемнона й ін.). Досить мистецьки вміли єгипетські скульптори, при зображенні богів, з'єднувати людські форми з формами тваринного світу, але ще більш мистецьки відтворювали вони фігури тварин (пари левів на сходах Капітолія в Римі). Рельєфи, розмальовані різними фарбами, у достатку покривали, на зразок килимів, стіни єгипетських будівель, зображуючи подвиги фараонів і достопам'ятні події вітчизняної історії — у храмах і палацах, епізоди з повсякденного життя й вшановування богів — у похоронних спорудах. Спосіб виконання цих рельєфів був особливий: фігури в них або незначно виступали на поглибленому тлі (плоско-опуклі рельєфи, койланагліфи), або, навпаки, П ішли небагато вглиб тла (плоско-впалі рельєфи). Відсутність перспективи, умовність композиції й малюнка й інші недоліки не заважають цим зображенням бути до дрібниць докладним оповіданням про побут, вірування й історію народу.

#### Межиріччя

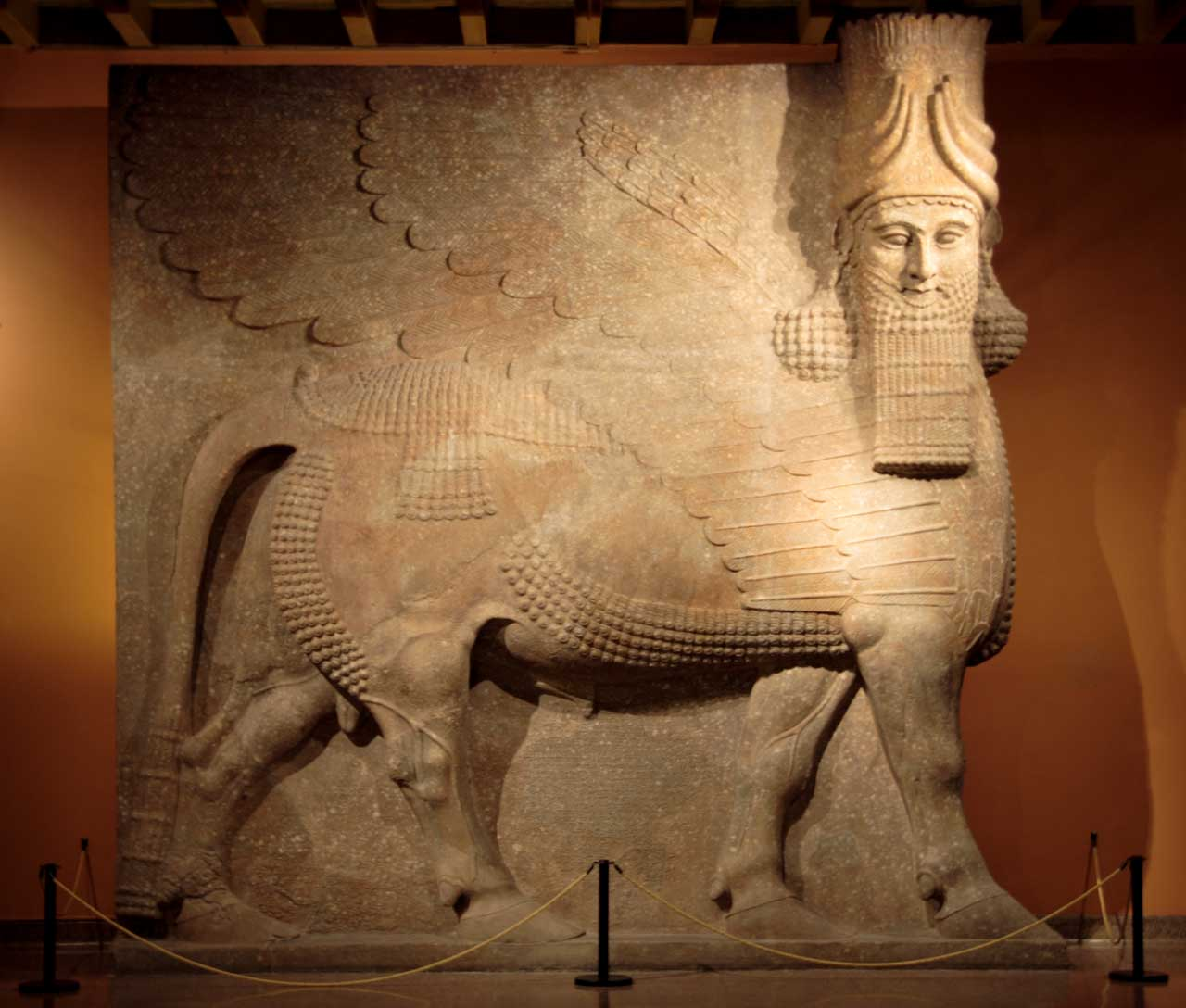
Крилатий бик з Ассирії

Розкопки, зроблені в Межиріччі, у місцевостях, де колись панували Вавилон й Ніневія, познайомили вчений світ з халдейско-ассирійським ліпленням (1000—600 р. до н. е.). І тут ця галузь мистецтва перебувала в тісному зв'язку із зодчеством, навіть у сильнішому, ніж у єгиптян. Головним своїм покликанням вона мала збільшення блиску царських чертогів. Скульптурні пам'ятники, знайдені в руїнах палаців в Німруді, Хорсабаді й Куюнджику, складаються в стінних рельєфах, що зображують різні епізоди з життя царів, військові події, мисливські сцени. Розпізнавальні риси цих творів — досить значна опуклість рельєфу, суворість концепції, перебільшене вираження фізичної моці в щільних, мускулистих фігурах і відсутність у них індивідуального характеру й духовного життя. Фігури ці значно уступають зображенню тварин, яких месопотамське мистецтво відтворювало з деяким розумінням природи. По частині релігійної скульптури ми знаходимо в халдеїв й ассиріян майже винятково невеликі бронзові й терракотові статуетки благодійних і злих демонів, що представляють іноді вдале, іноді дивовижне сполучення людських форм із формами тварин. З великих творів подібного роду можна вказати тільки на крилатих биків і левів з бородатою людською головою, увінчаною тіарою, — колосальних напівстатуй, напіврельєфів, що стояли парами як би на стророжі при входах у царські житла.

## Галерея

### Стародавній Єгипет

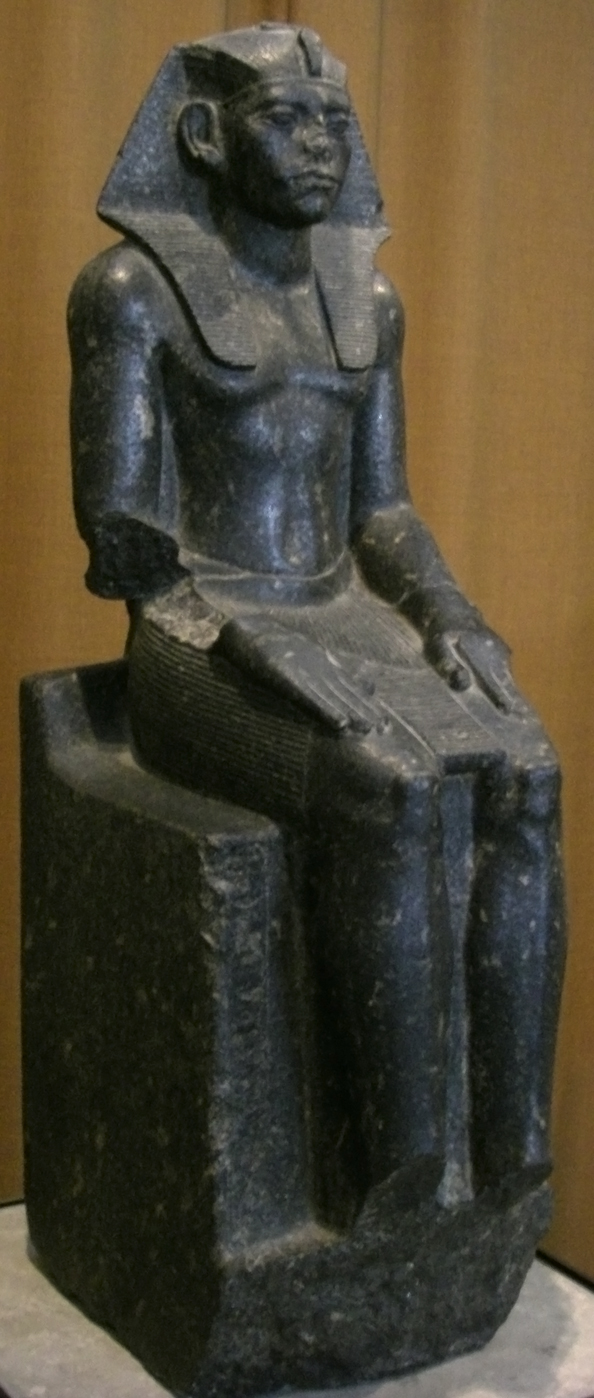
Фараон Аменемхет III, Ермітаж
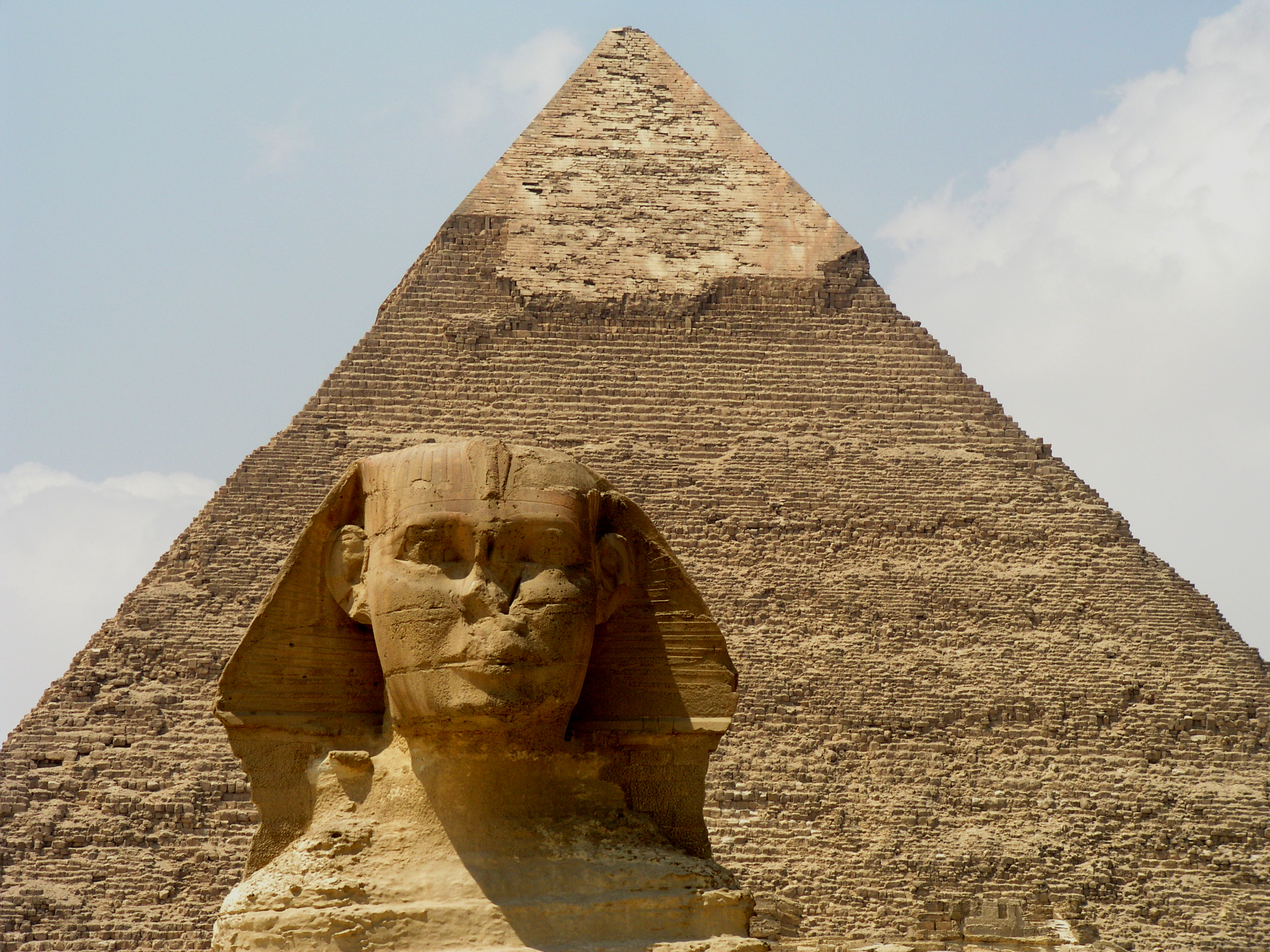
Великий сфінкс, Гіза
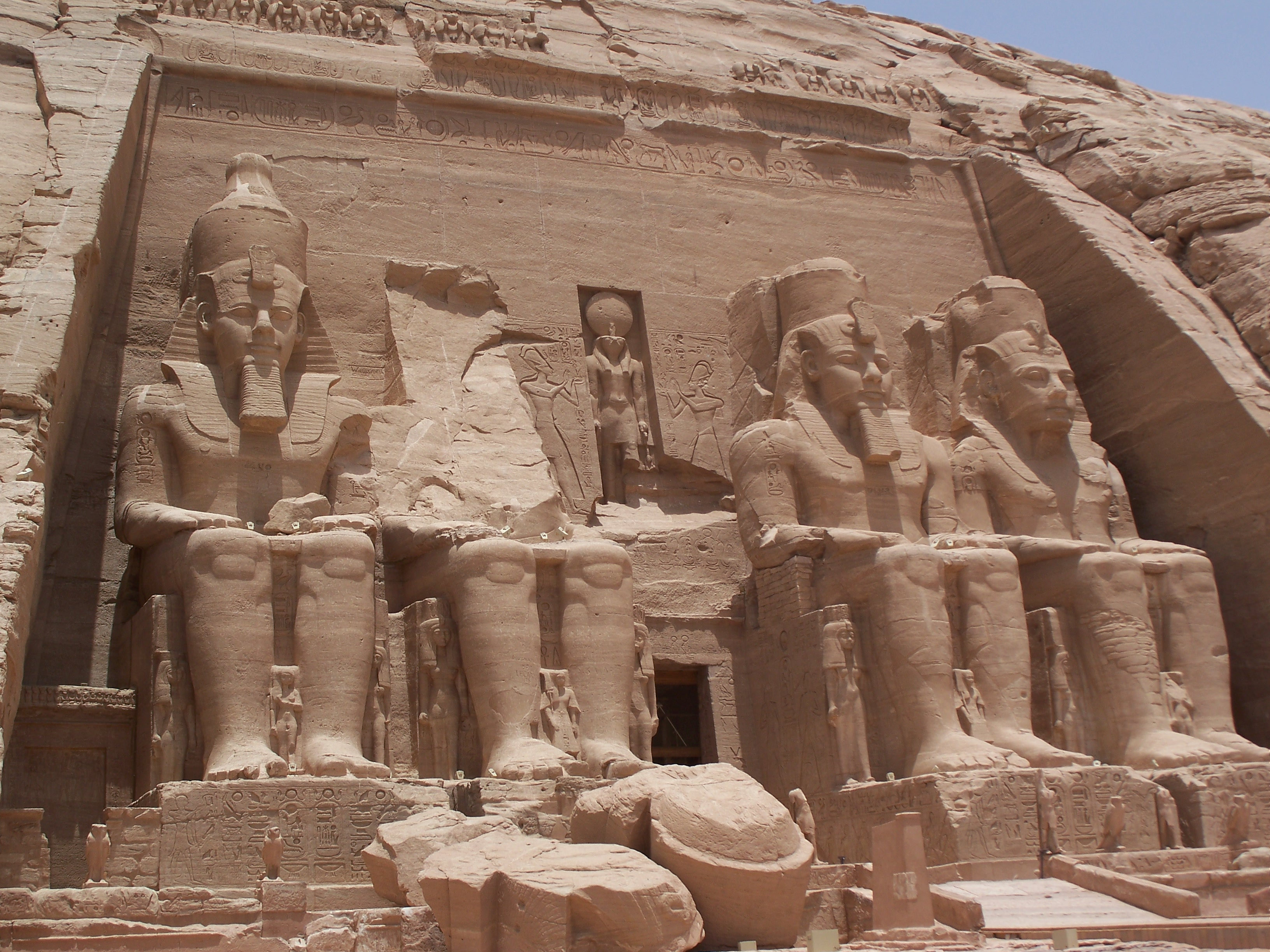
Абу-Сімбел
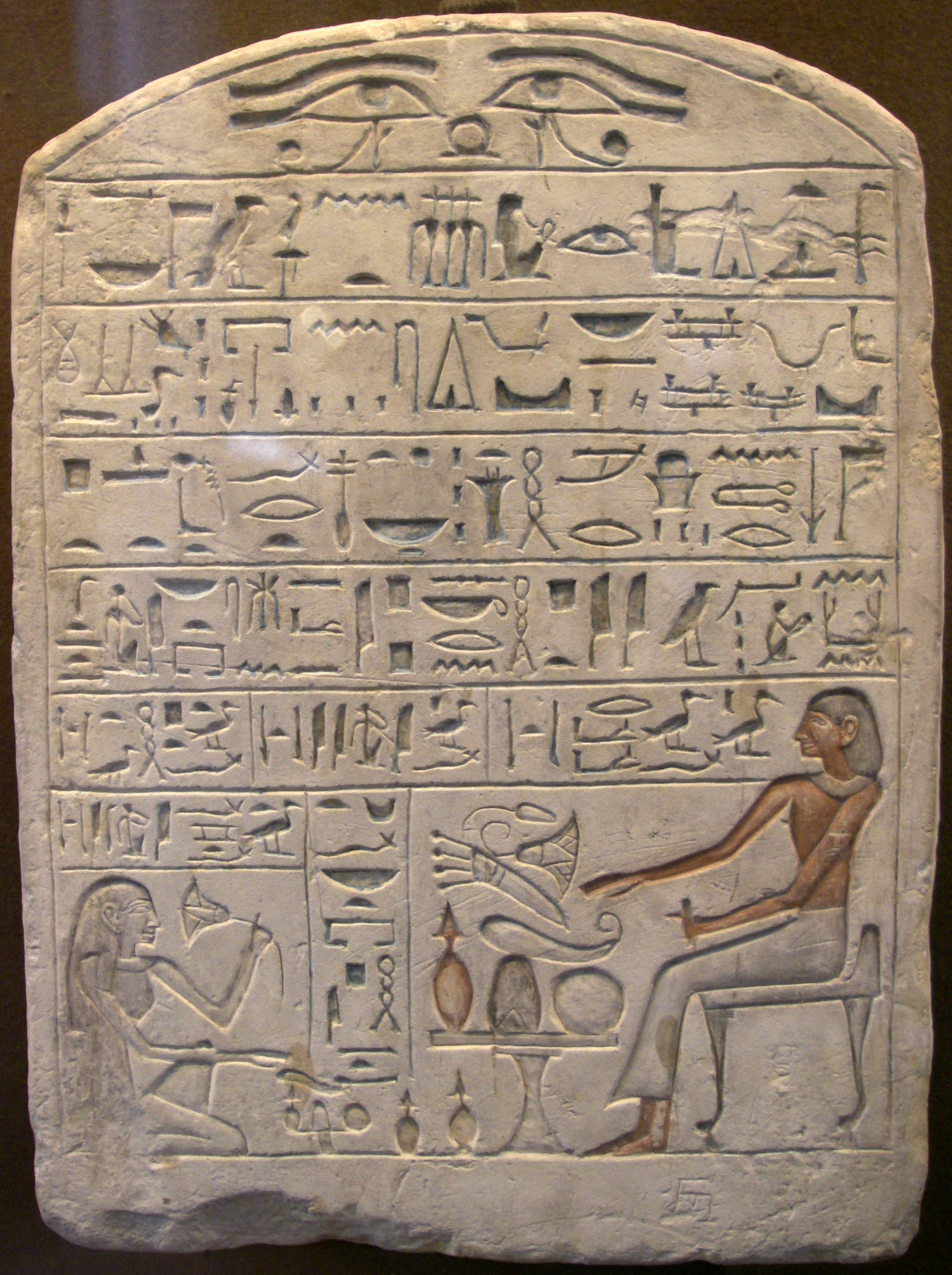
Стела голови гончарів Пепі, Ермітаж

### Антична бронза

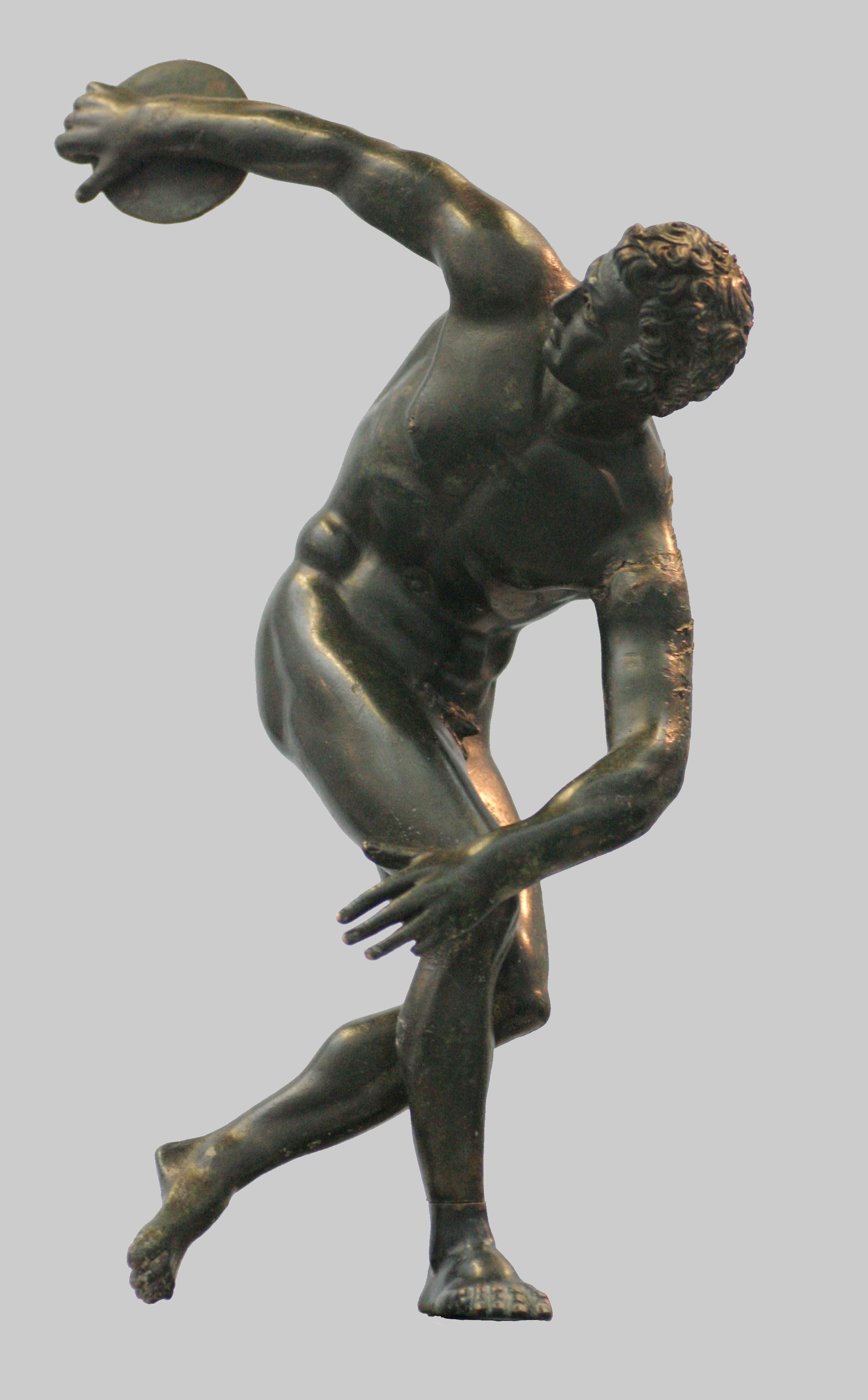
Дискобол, Гліпкотека, Мюнхен
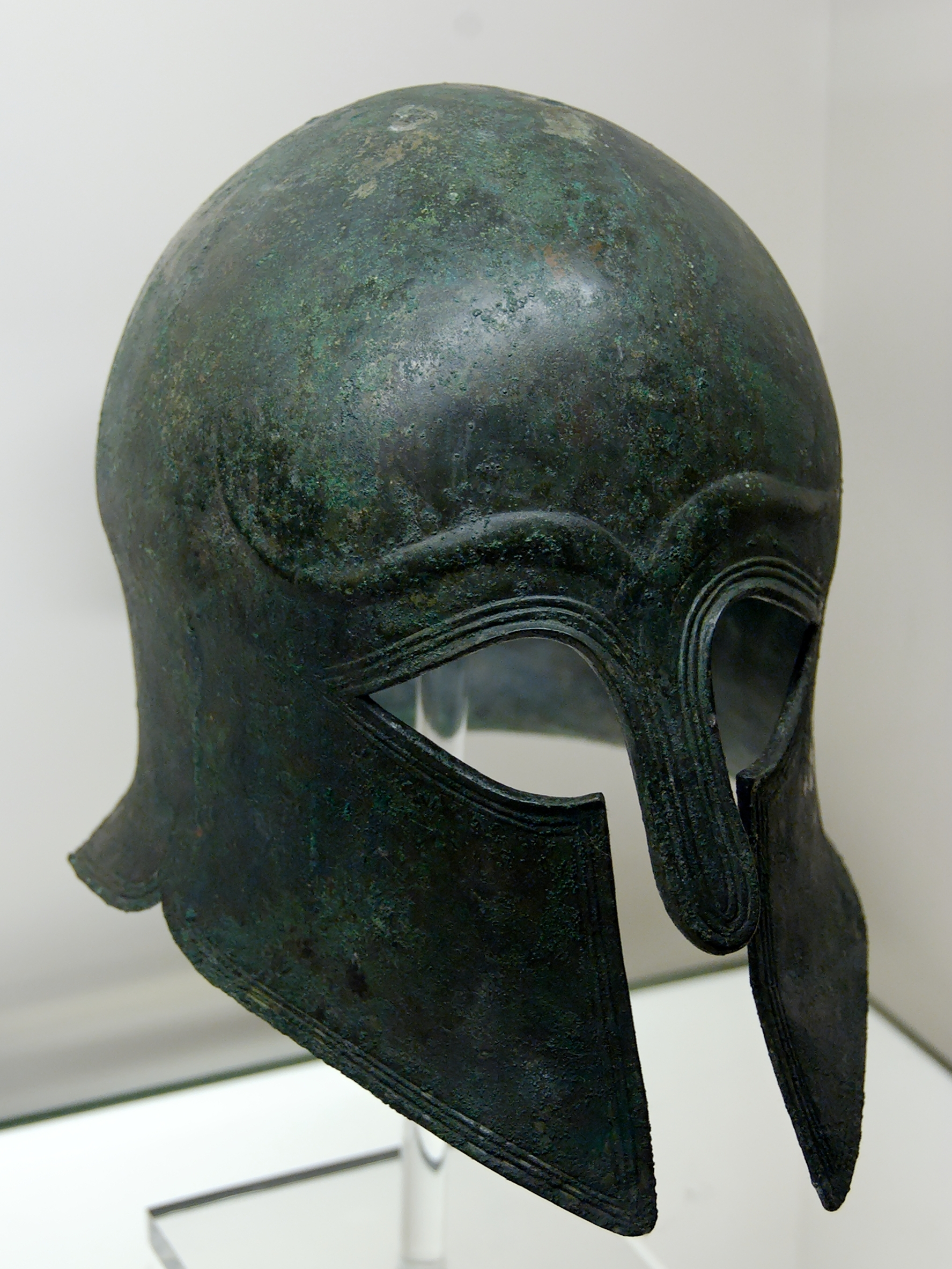
Коринфський шолом, бронза
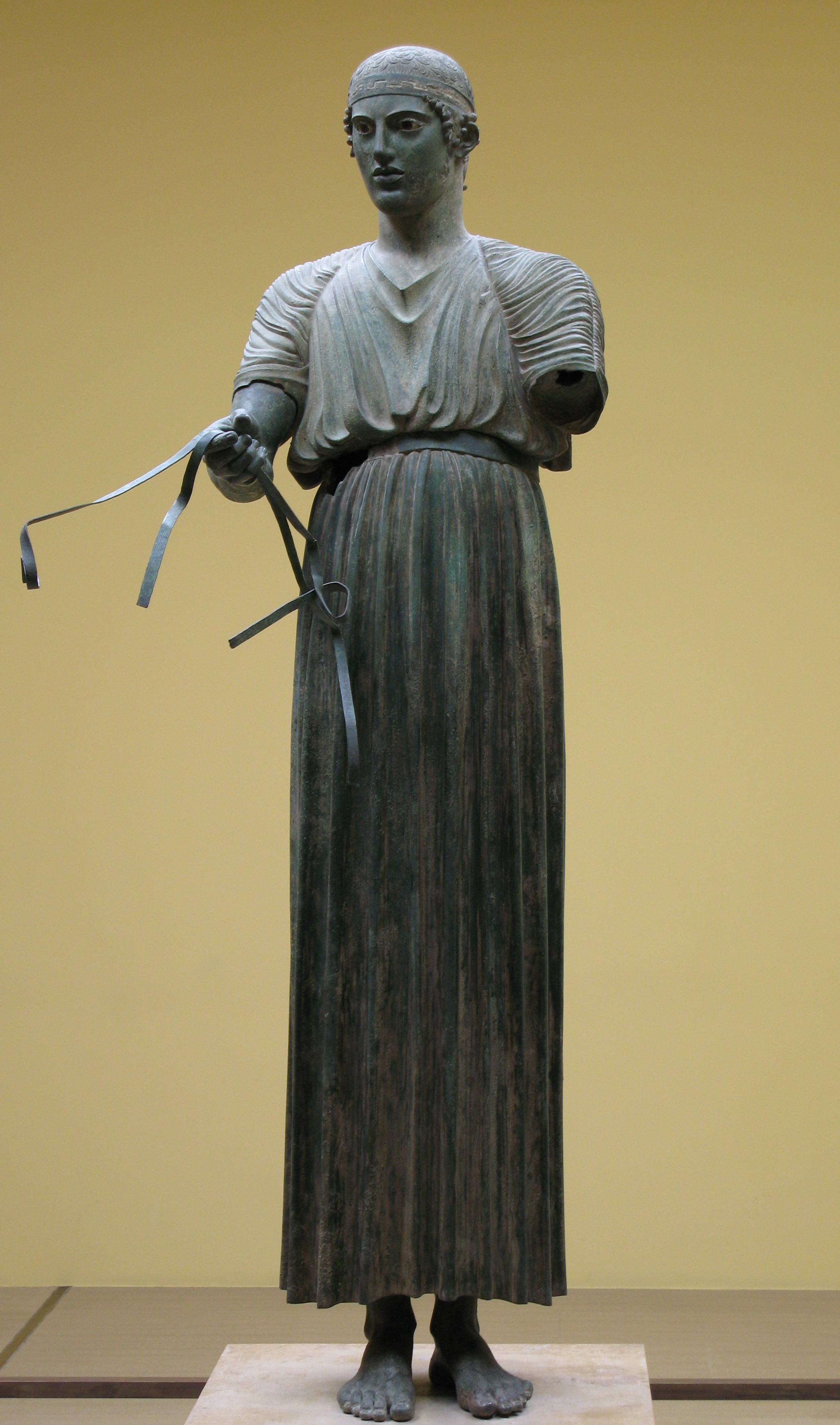
Дельфійський візничий
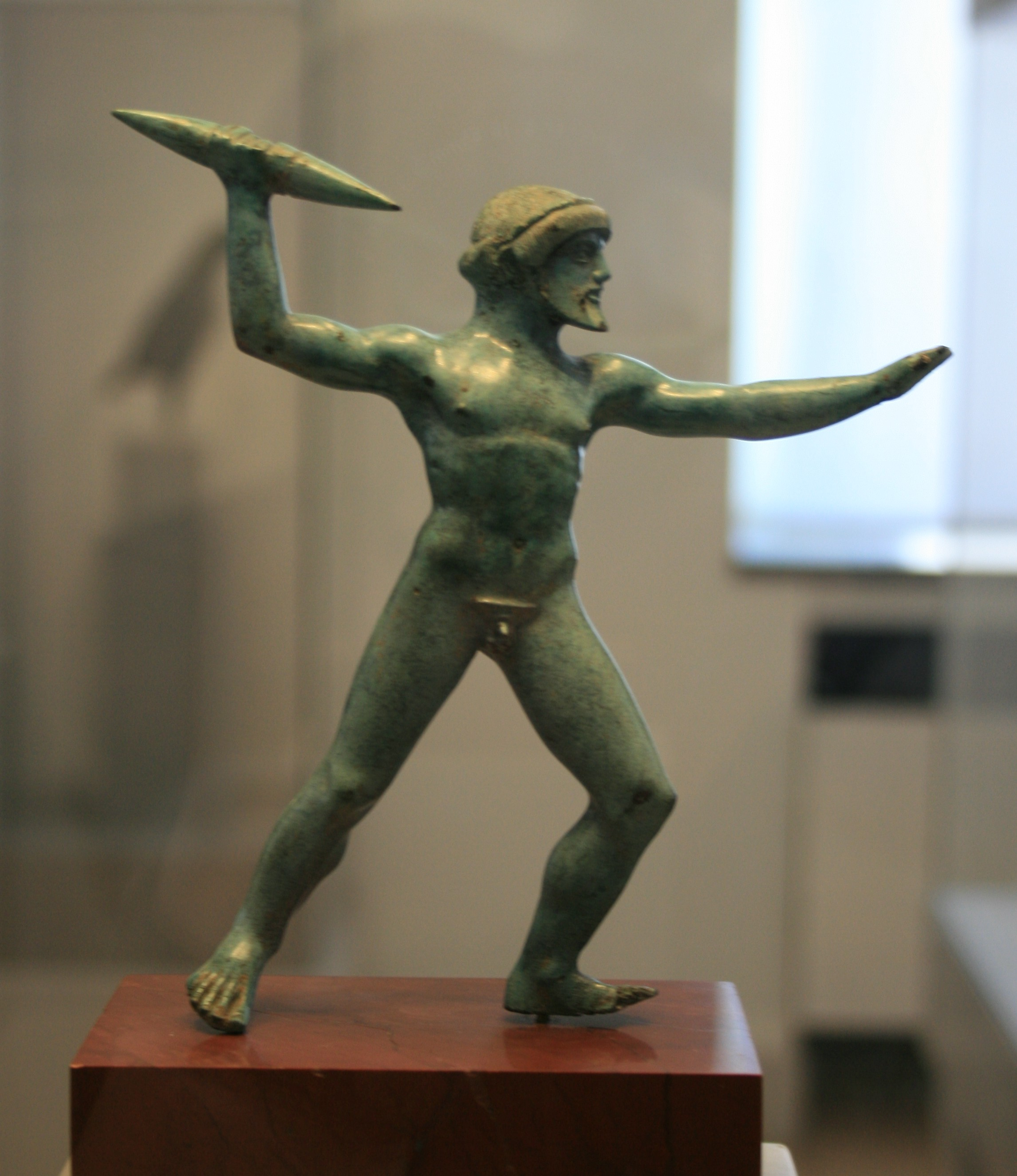
Зевс, Берлін

### Сучасна бронза

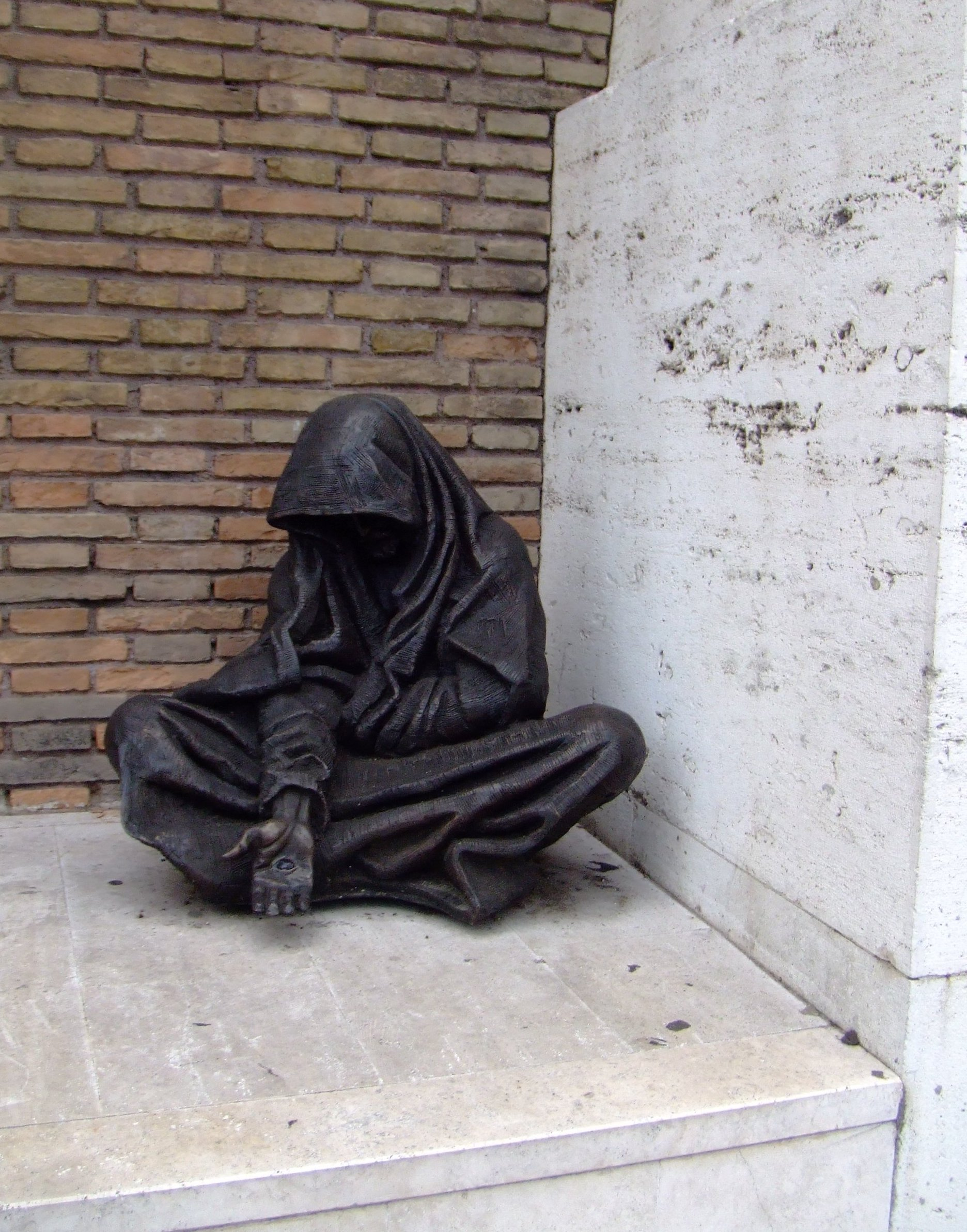
«Милосердя, заради Бога!», скульптура біля шпиталю Санто Спіріто, Рим
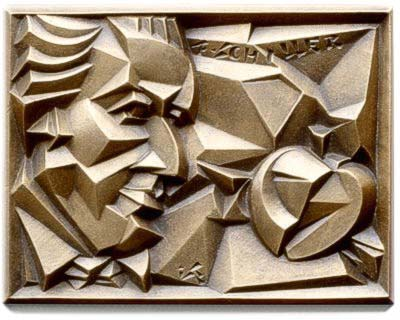
Рельєф «Фрідріх Шиллер», 1991
Пам'ятник зруйнованим храмам у Черкасах, Україна
Скульптор Інна Коломієць. Пам'ятник М. Березовському у Глухові.

### Антична скульптура

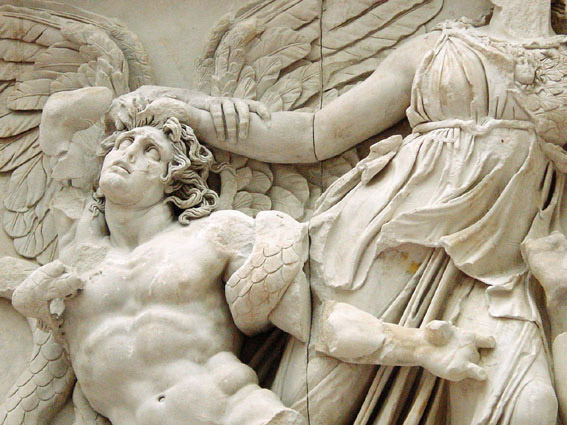
Горельєф, Пергамський вівтар, фрагмент
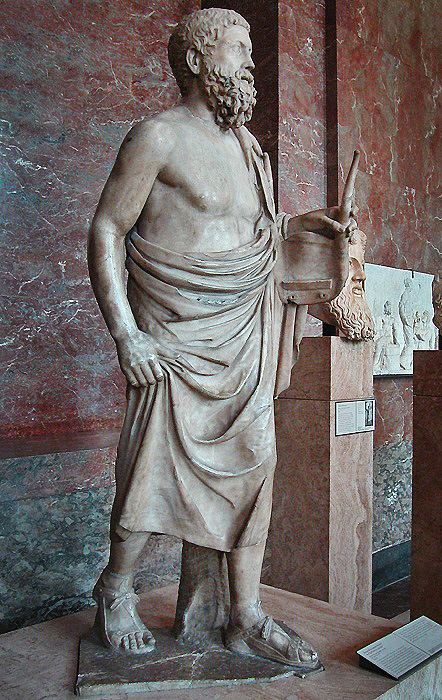
Співак з лірою. Римська копія з мармуру, Лувр.
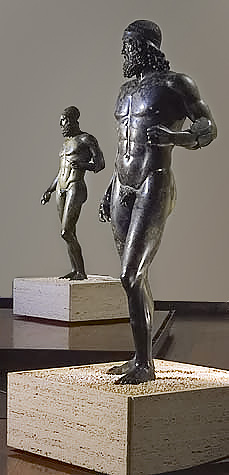
Вояки з Ріаче, Регіональний музей, Калабрія
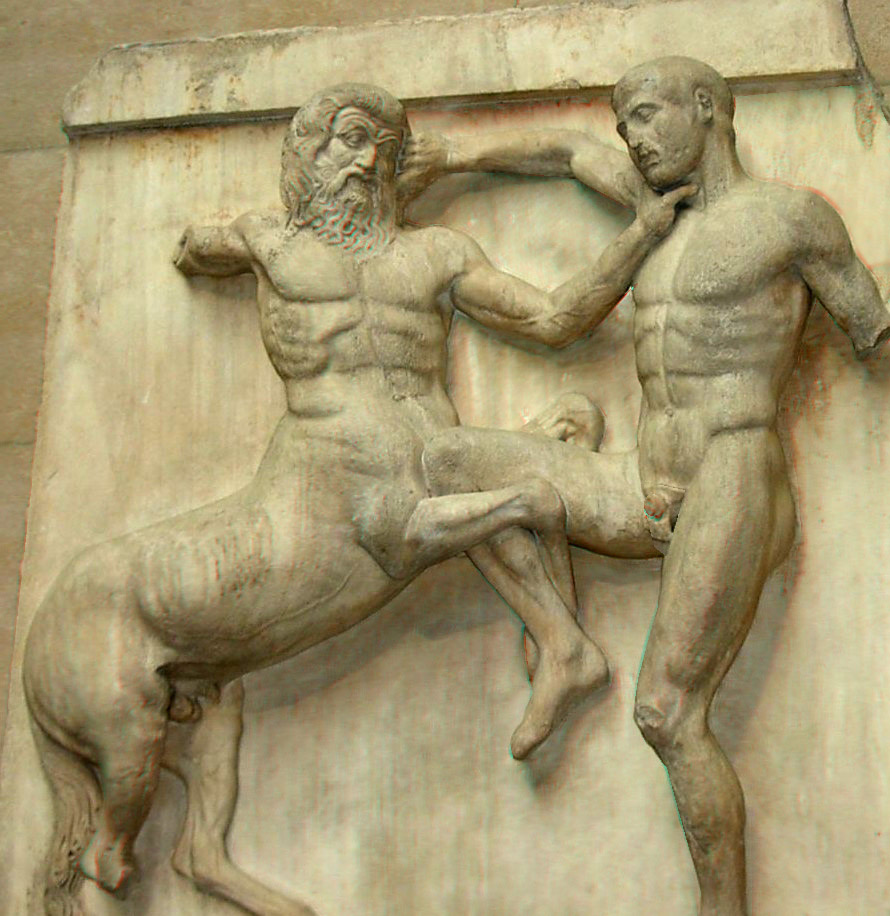
Метопа Парфенона

### Портрет. Стародавній Рим

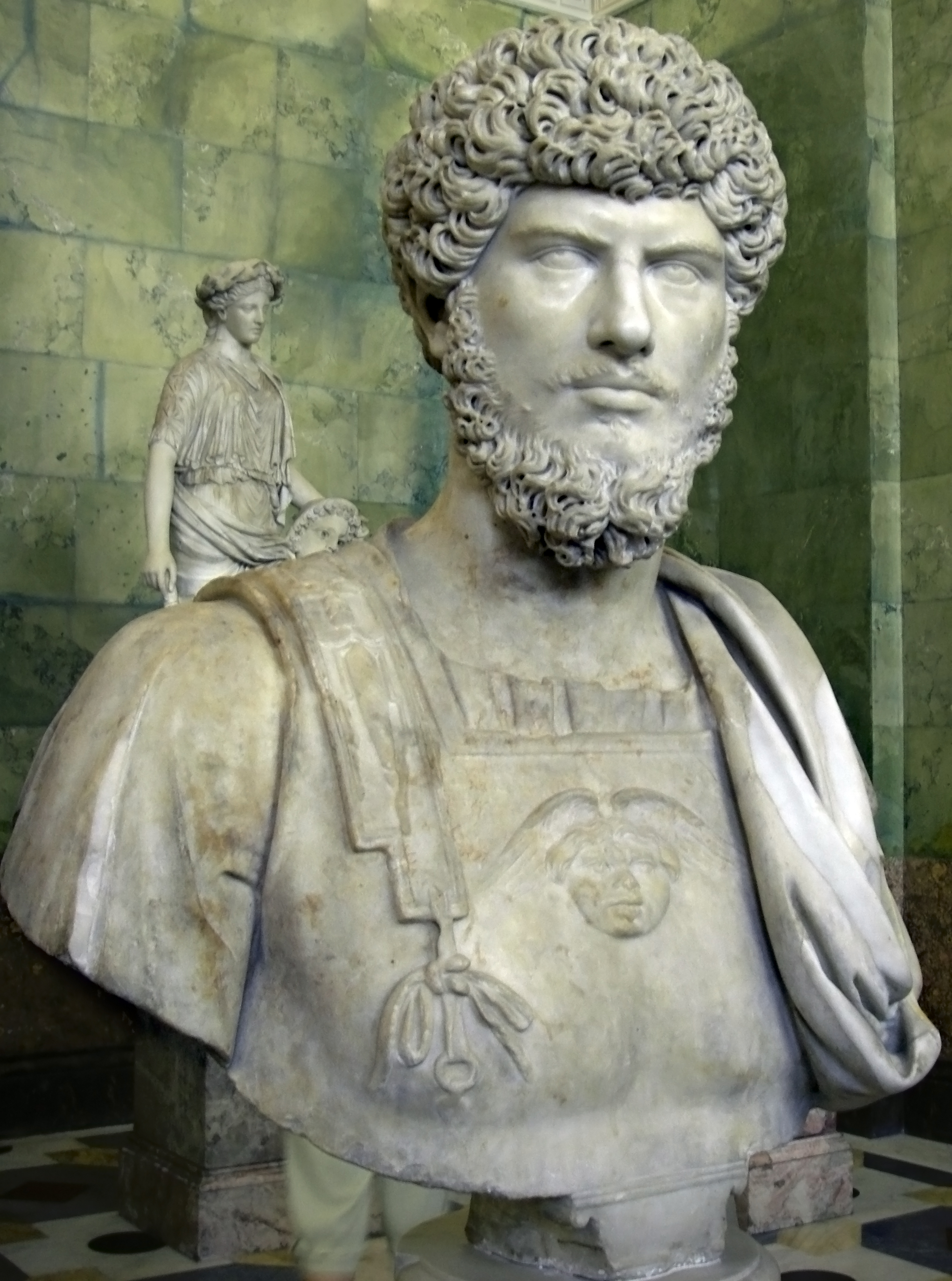
Імператор Люцій Вер
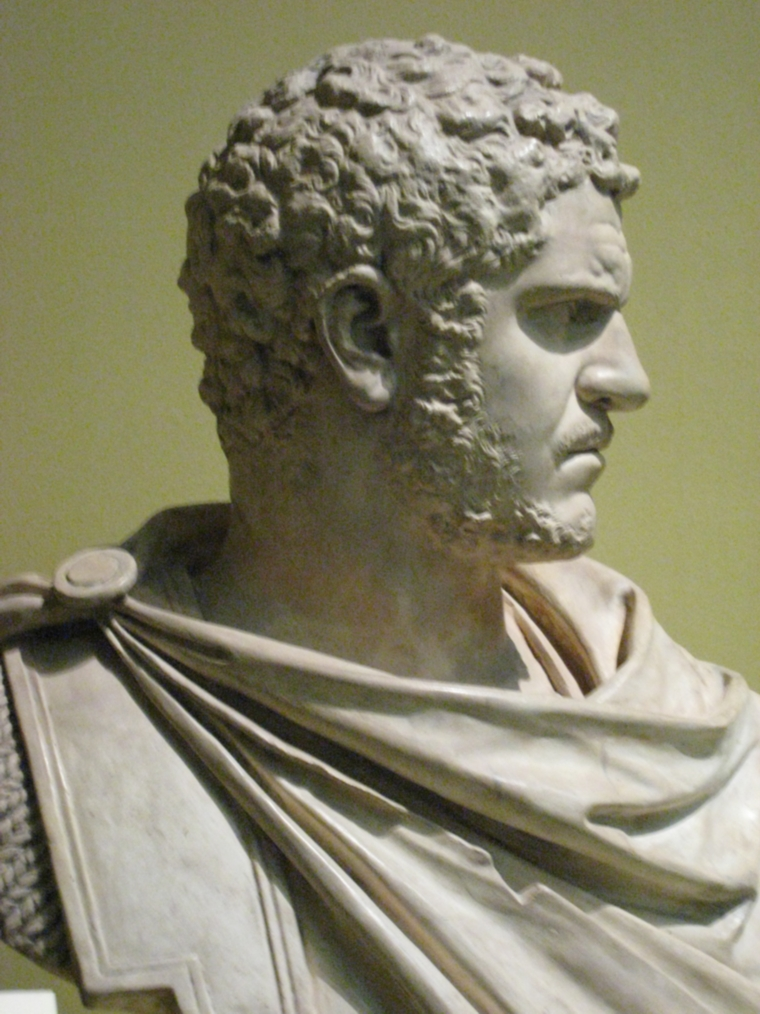
Імператор Каракалла
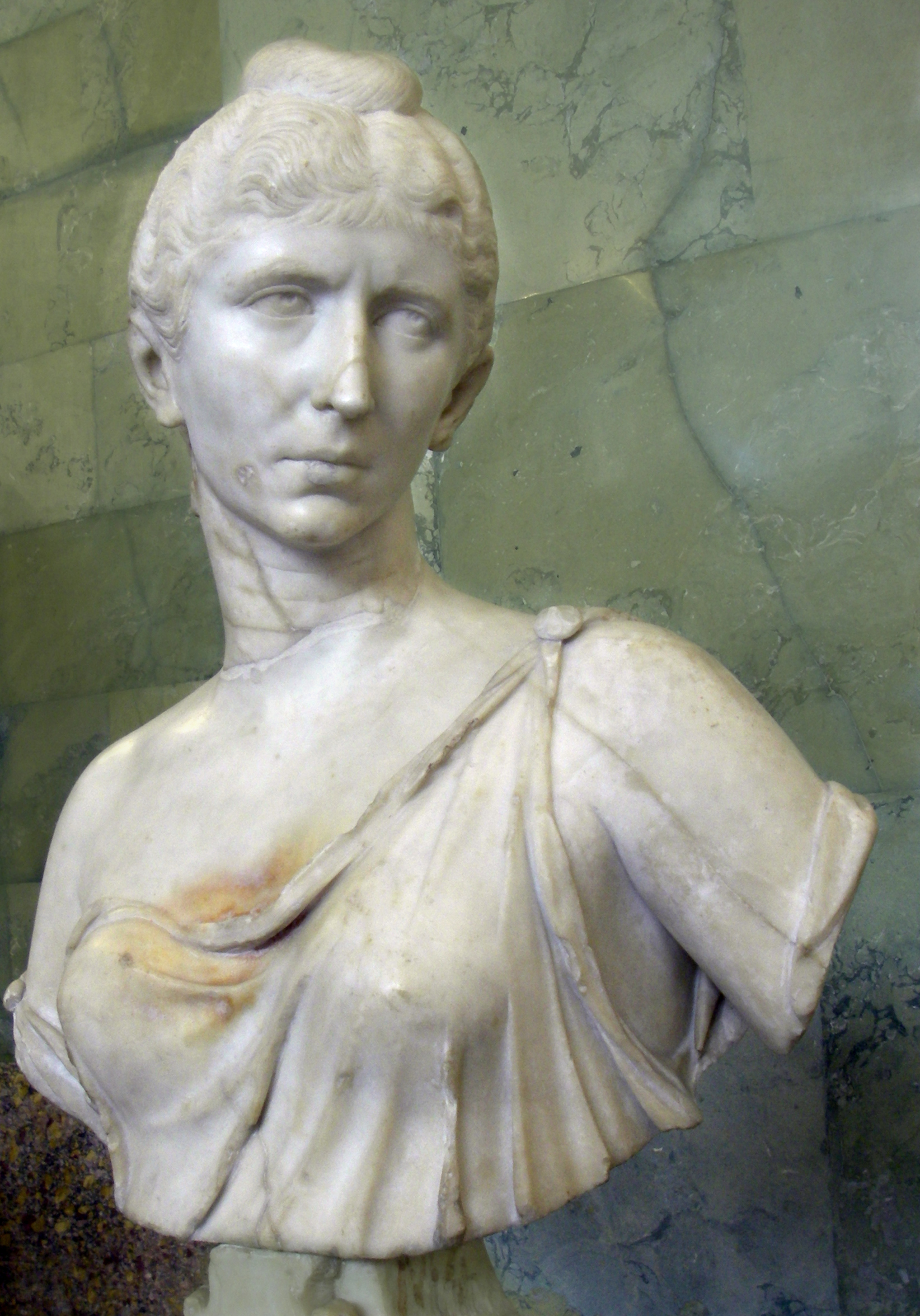
Корнелія Солоніна, дружина імператора Галлієна
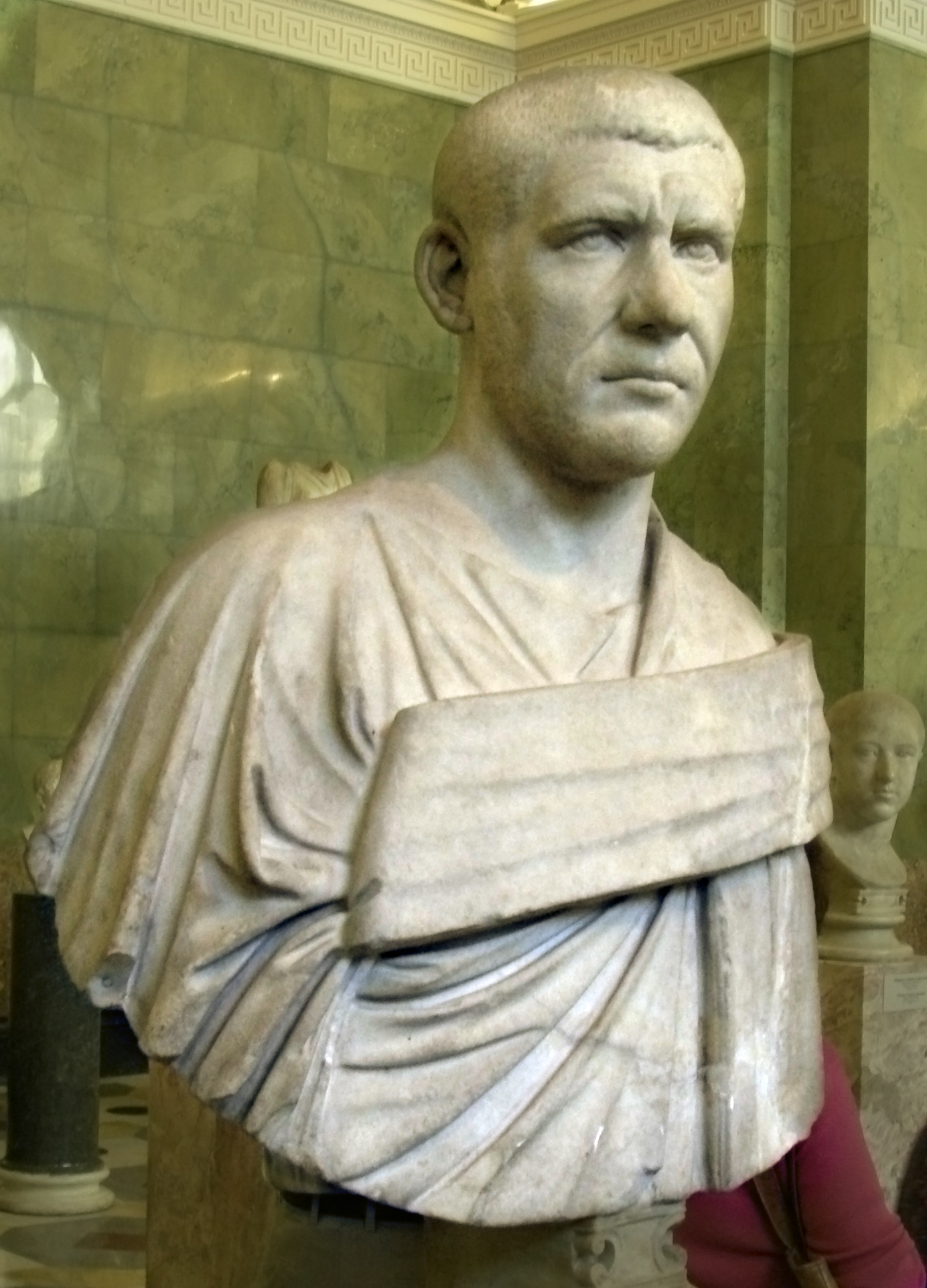
Імператор Філіпп Араб

### Давньоримський надгробок

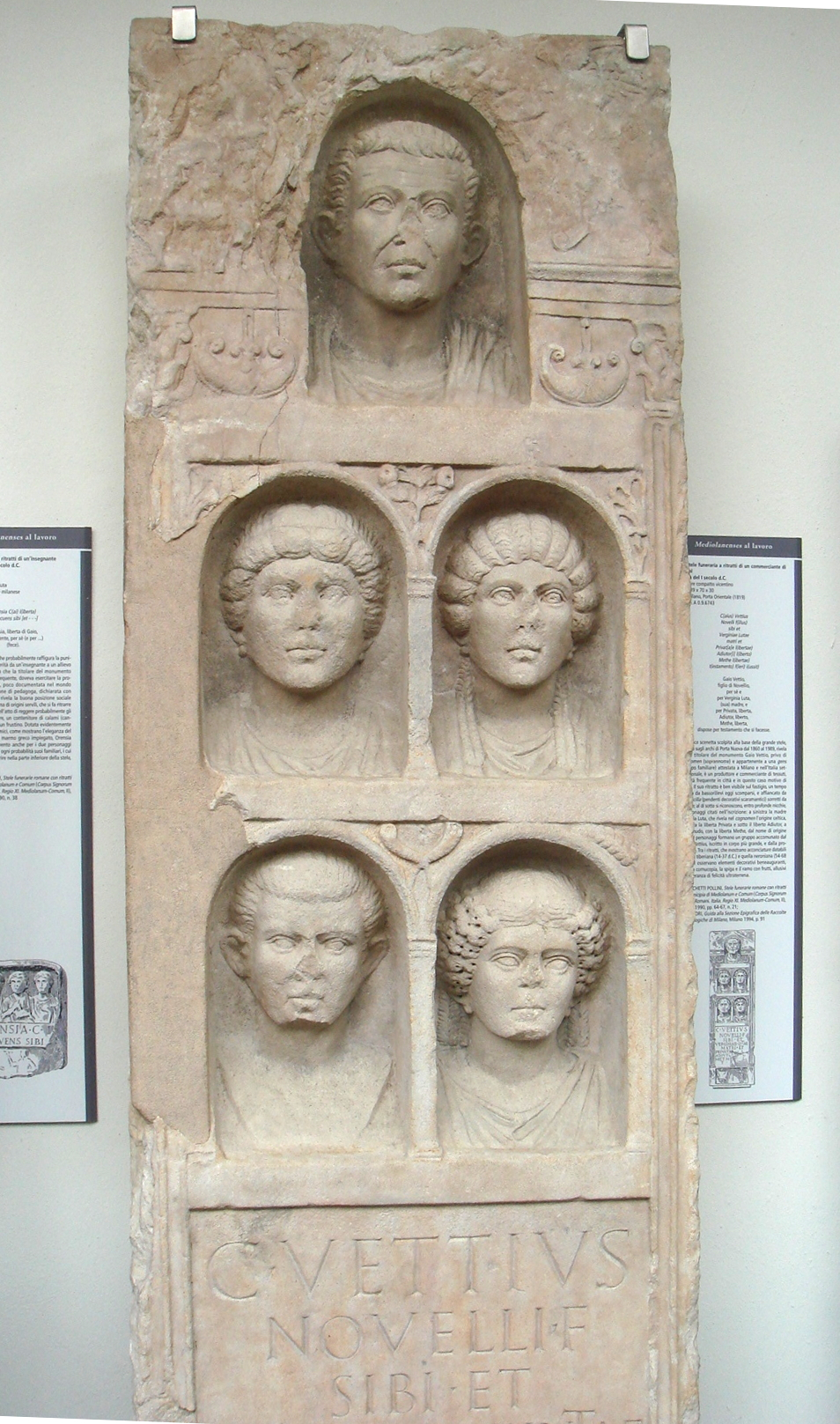
Надгробок родини Гая Веттія, Мілан, Музей археології.
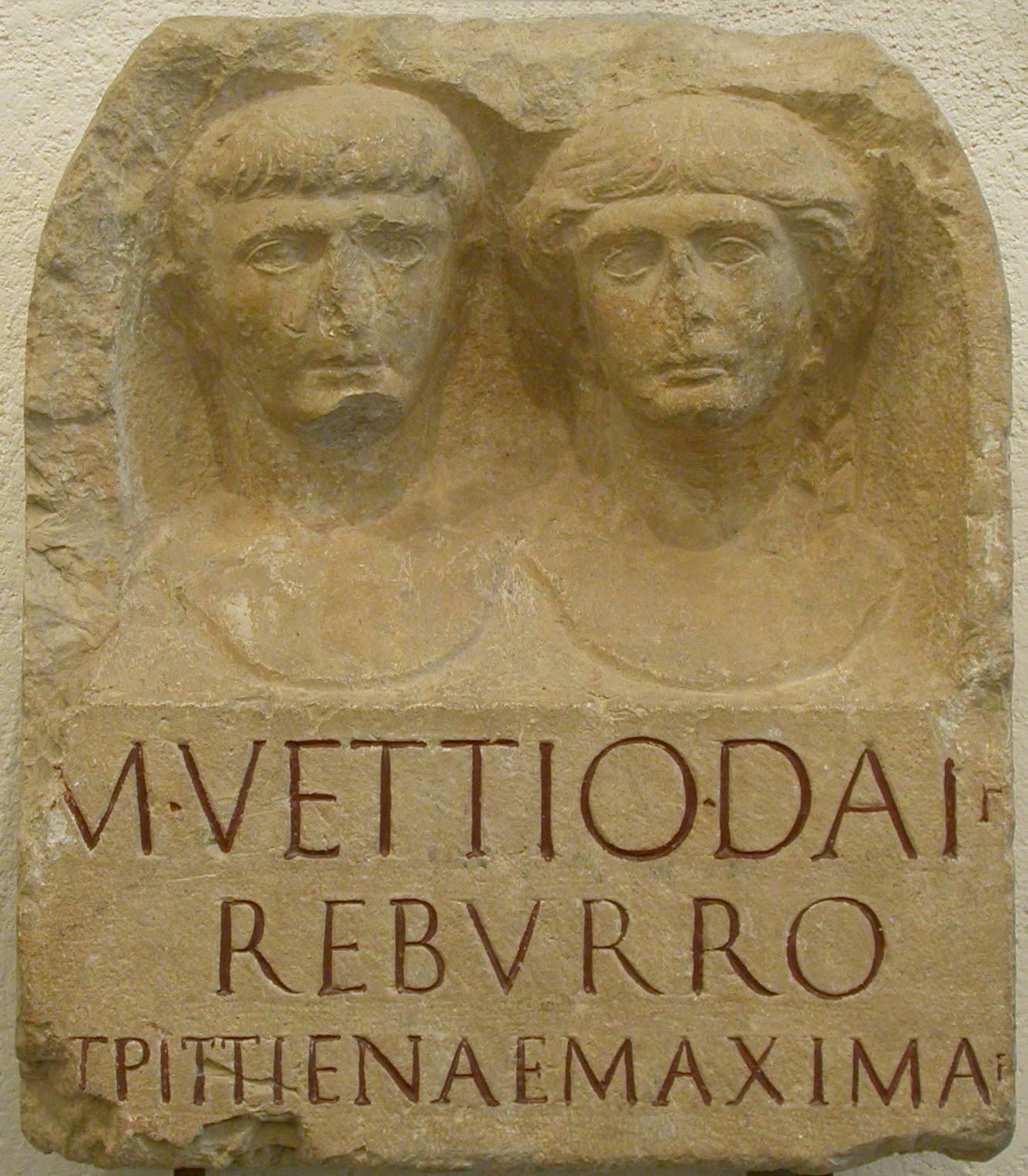
Надгробок Веттіо Ребурро, Бергамо.
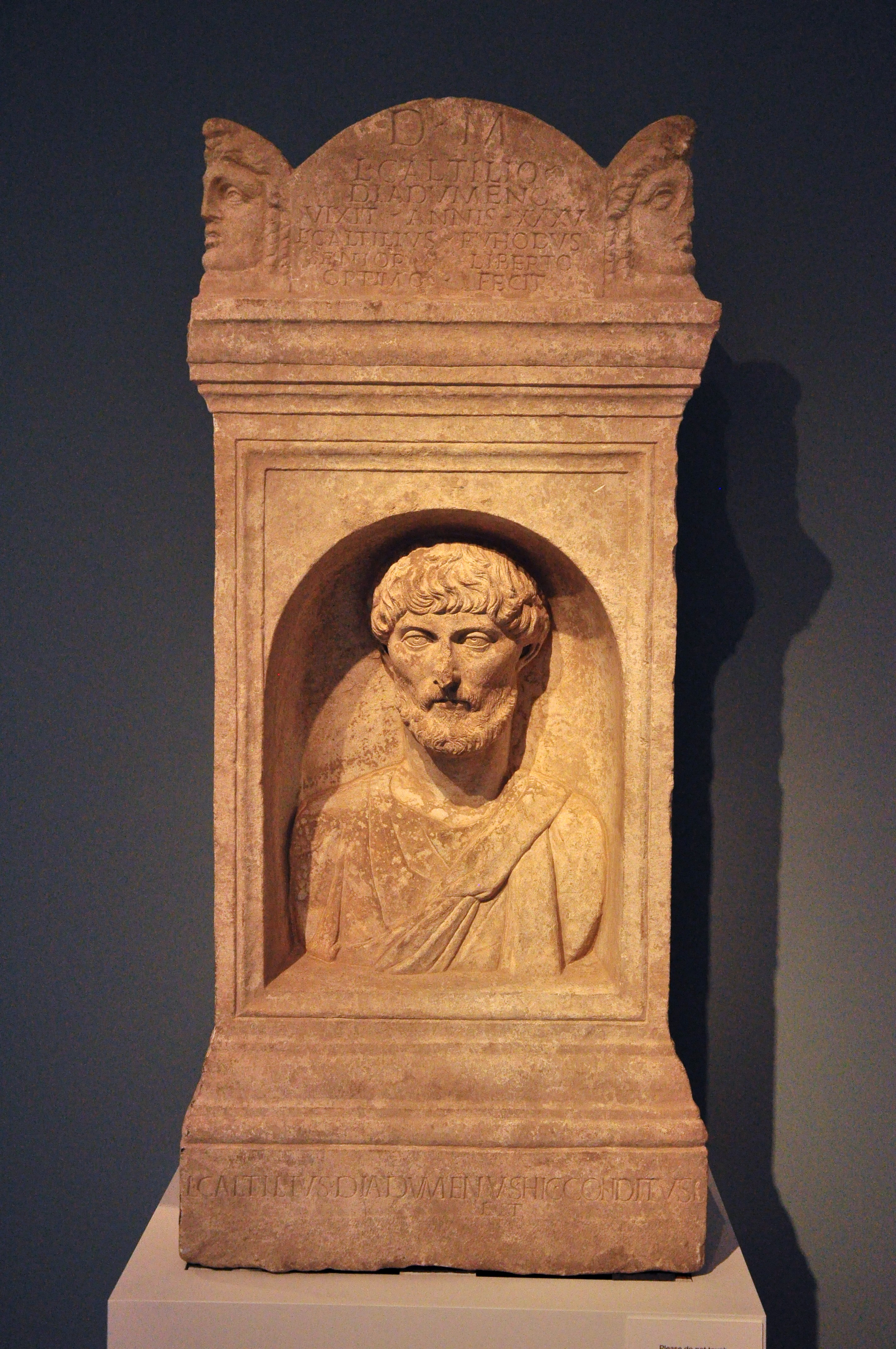
Римський надгробок-вівтар, до 170 р. до н.е. Музей Тампа, Флорида, США.
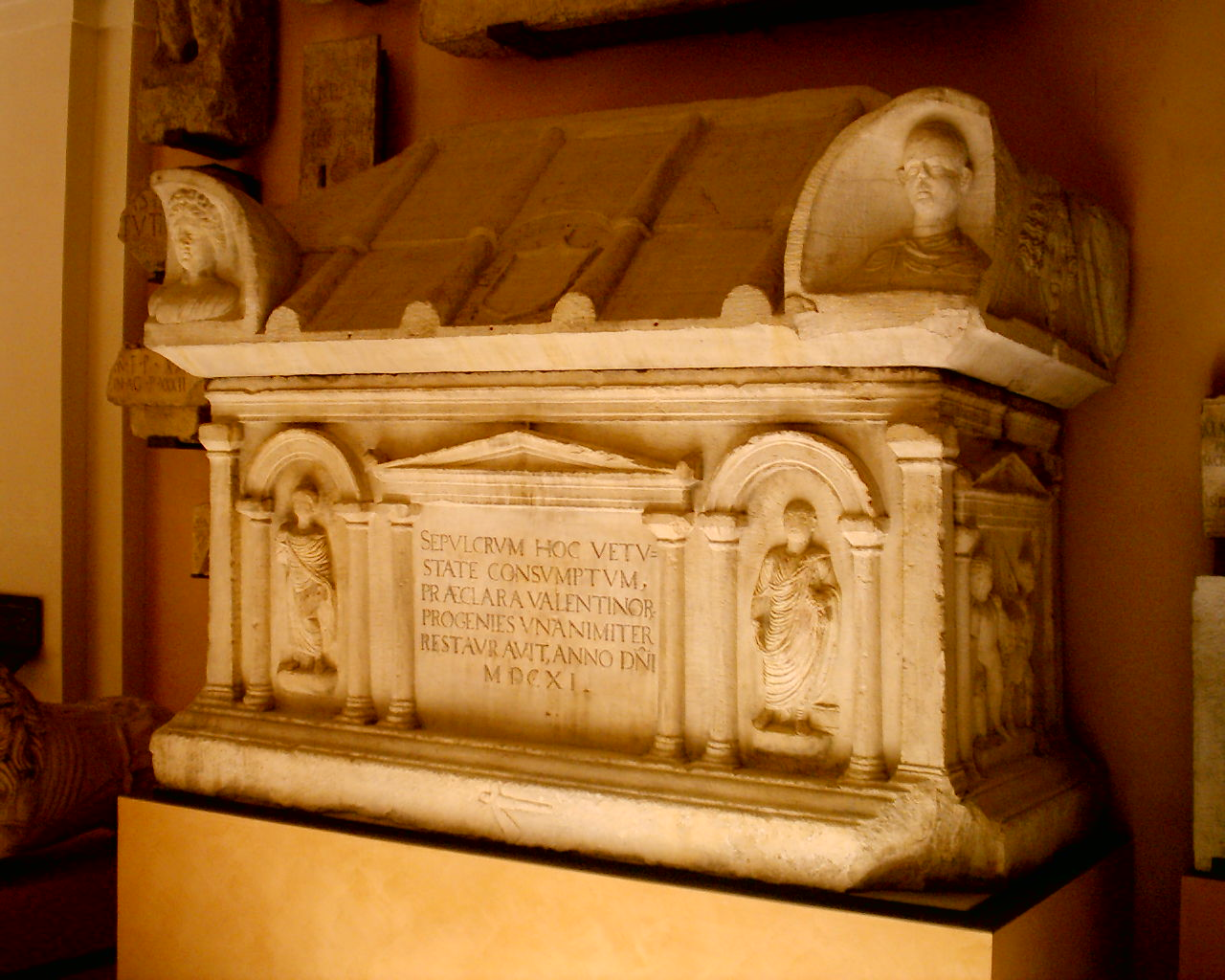
Давньоримський саркофаг, Модена.
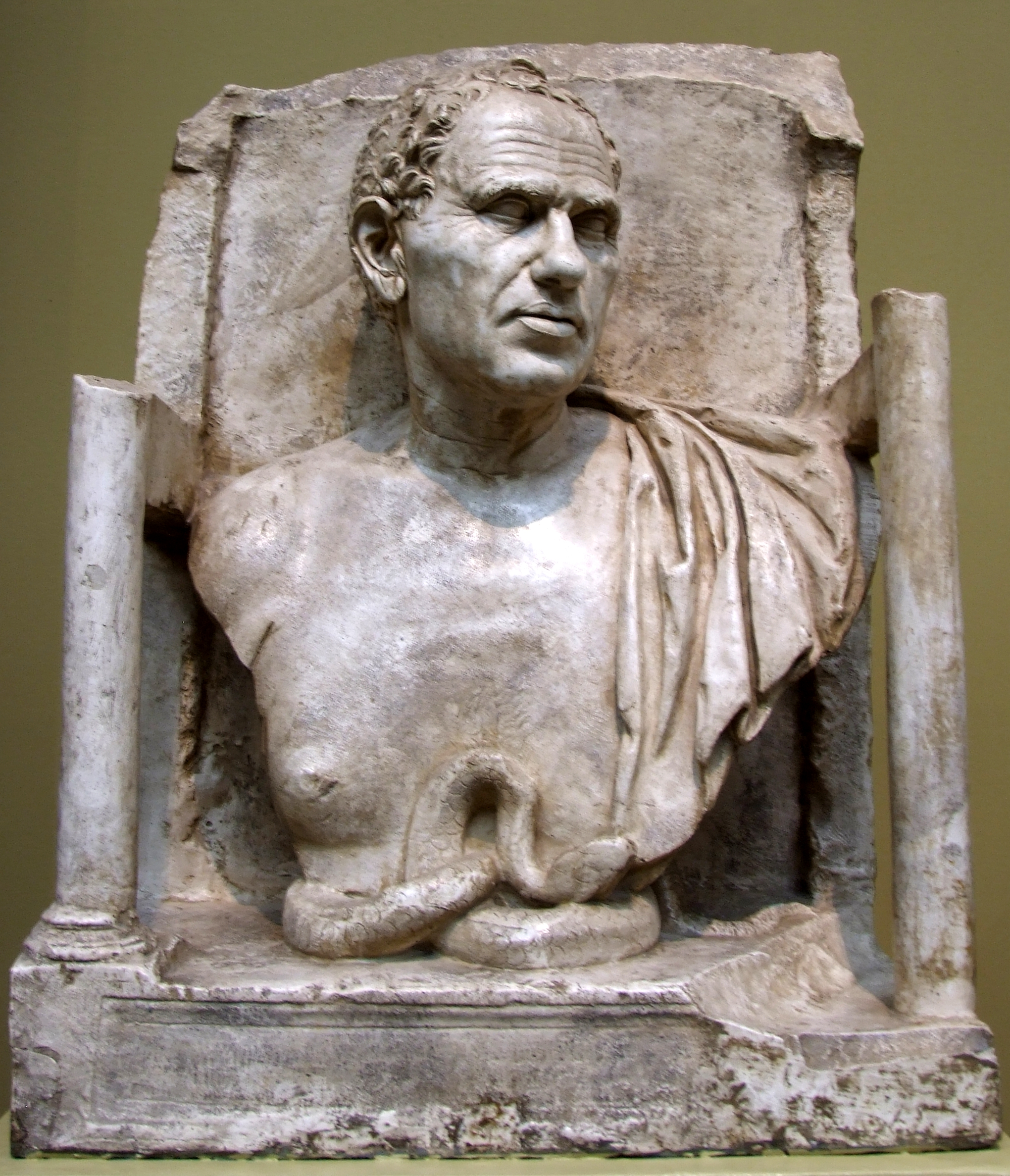
Надгробок з поховання Гатеріїв в Порта Маджоре, до 80 р. н.е. Музеї Ватикана.
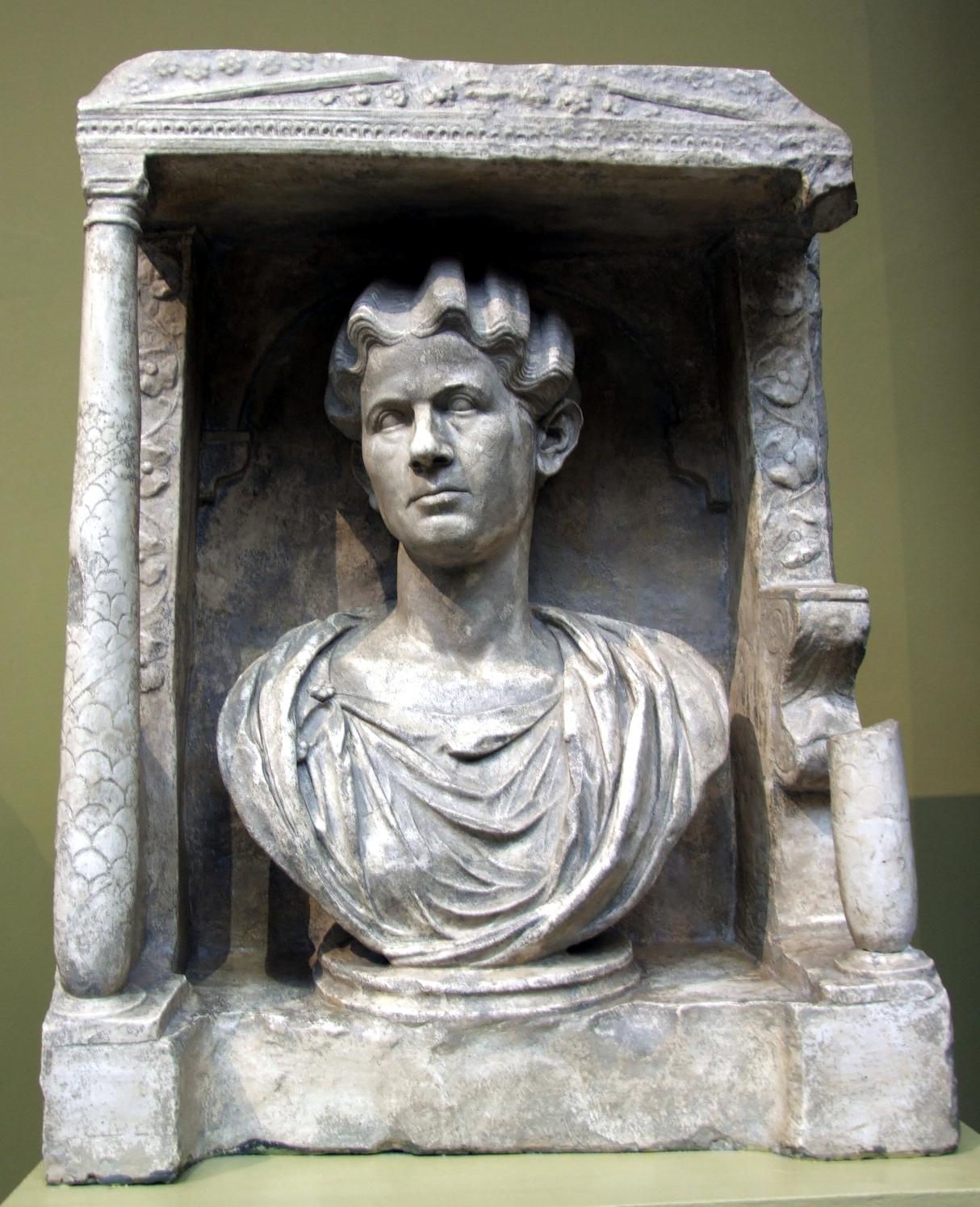
Жіночий надгробок з поховання Гатеріїв в Порта Маджоре, до 80 р. н.е. Музеї Ватикана.

### Доба бароко

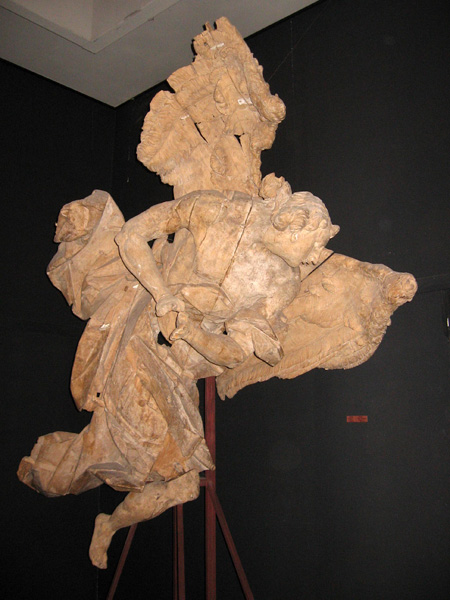
Іван Георгій Пінзель, Янгол
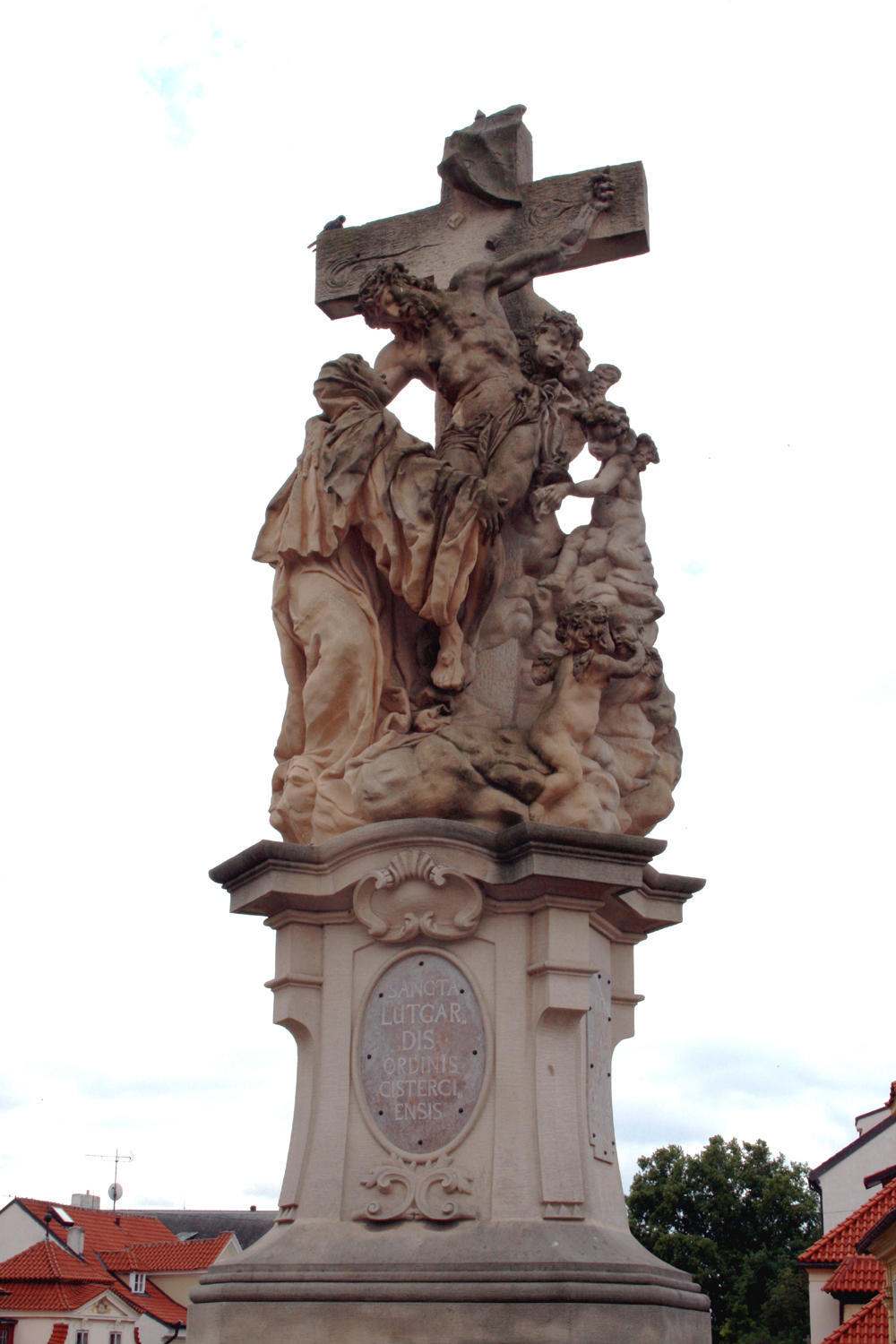
Матьяш Бернард Браун. Свята Люітгарта, Карлів міст, Прага
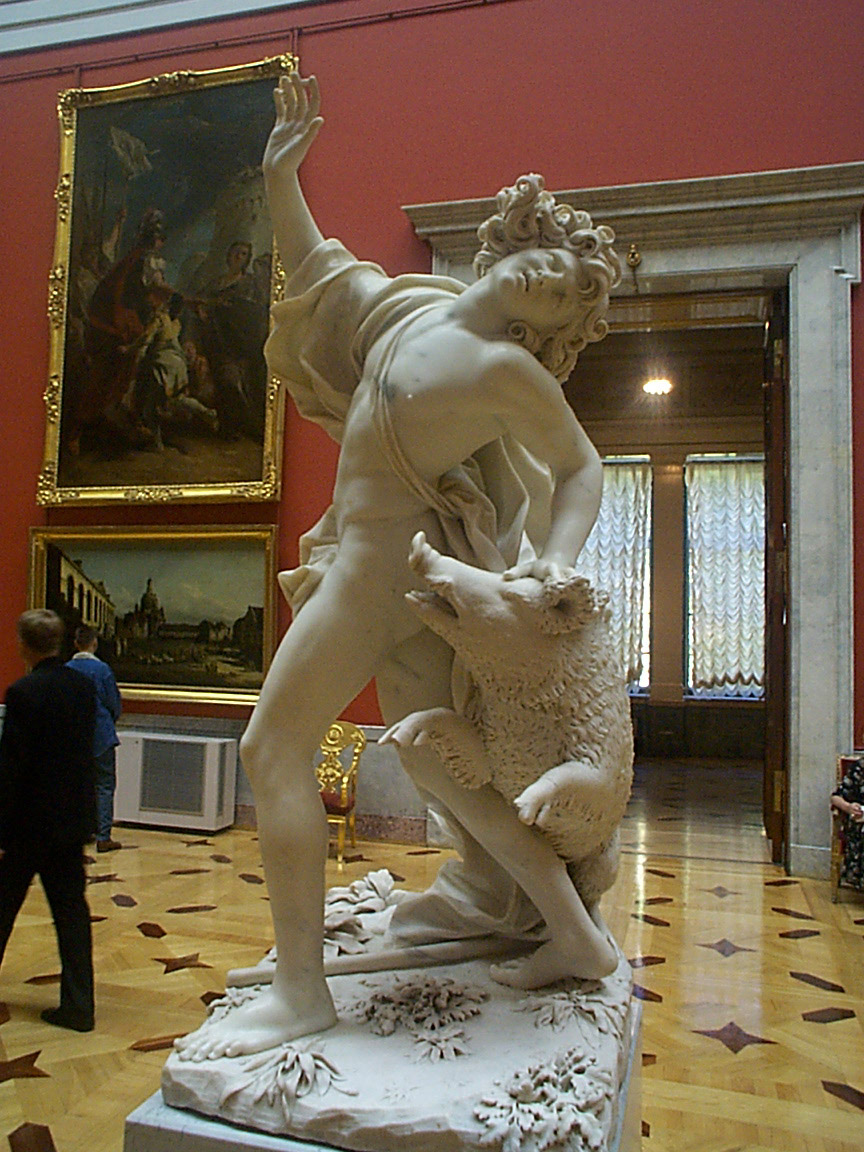
Джузеппе Маццуола, «Загибель Адоніса », Ермітаж
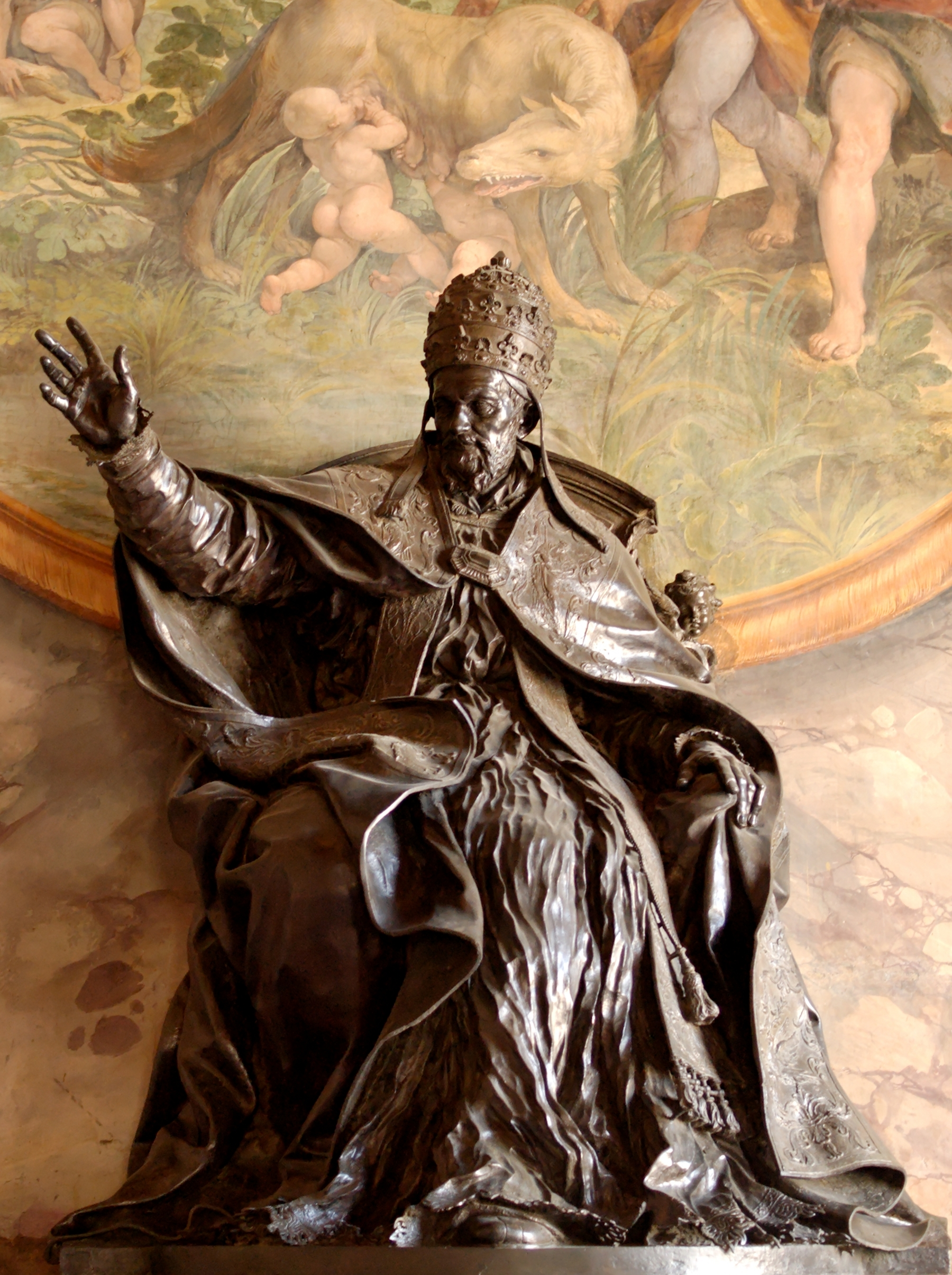
Алессандро Альґарді. Папа римський Іннокентій X

### Художній надгробок в країнах Західної Європи

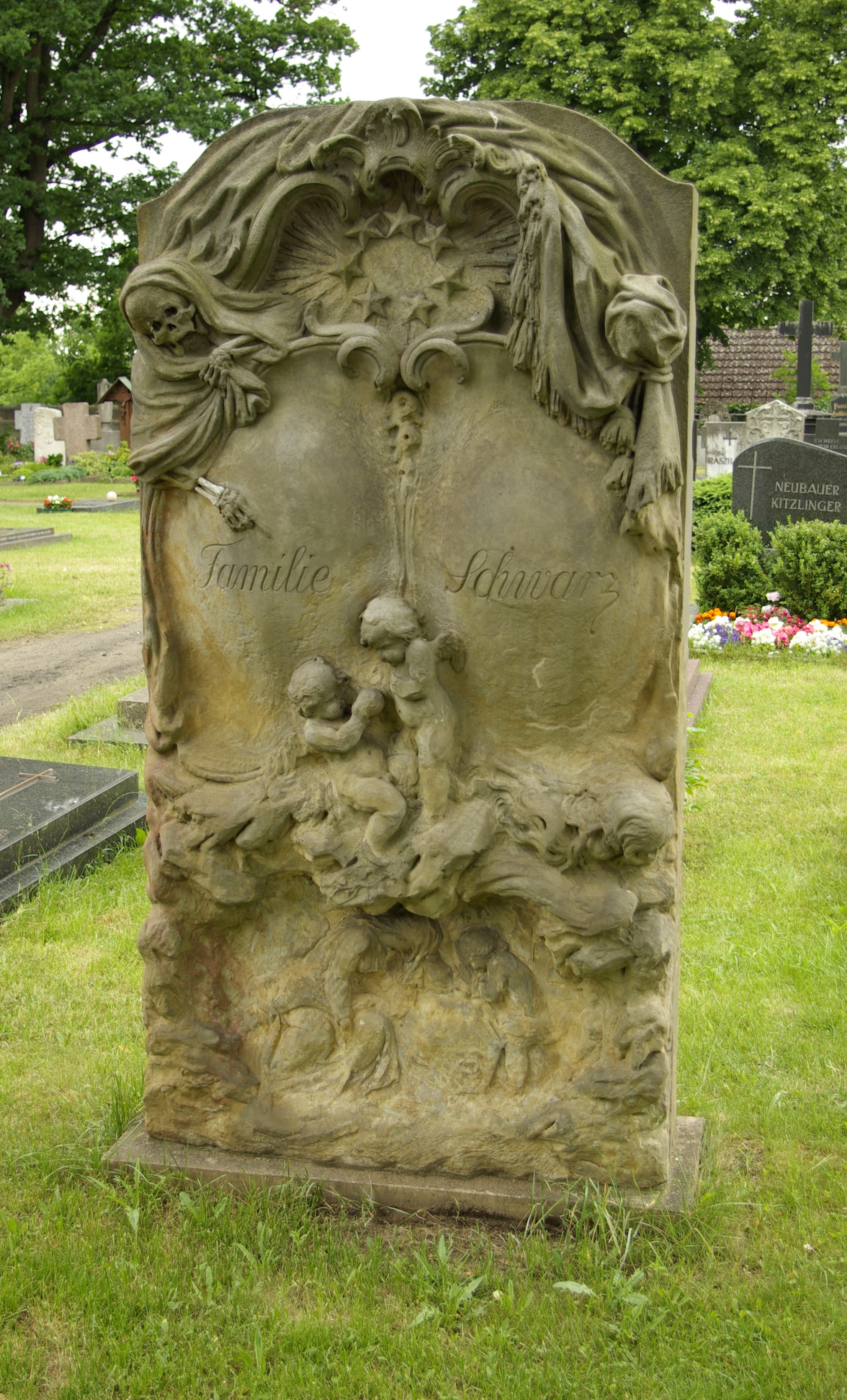
Надгробок родини Шварц, цвинтар, Ерланген.

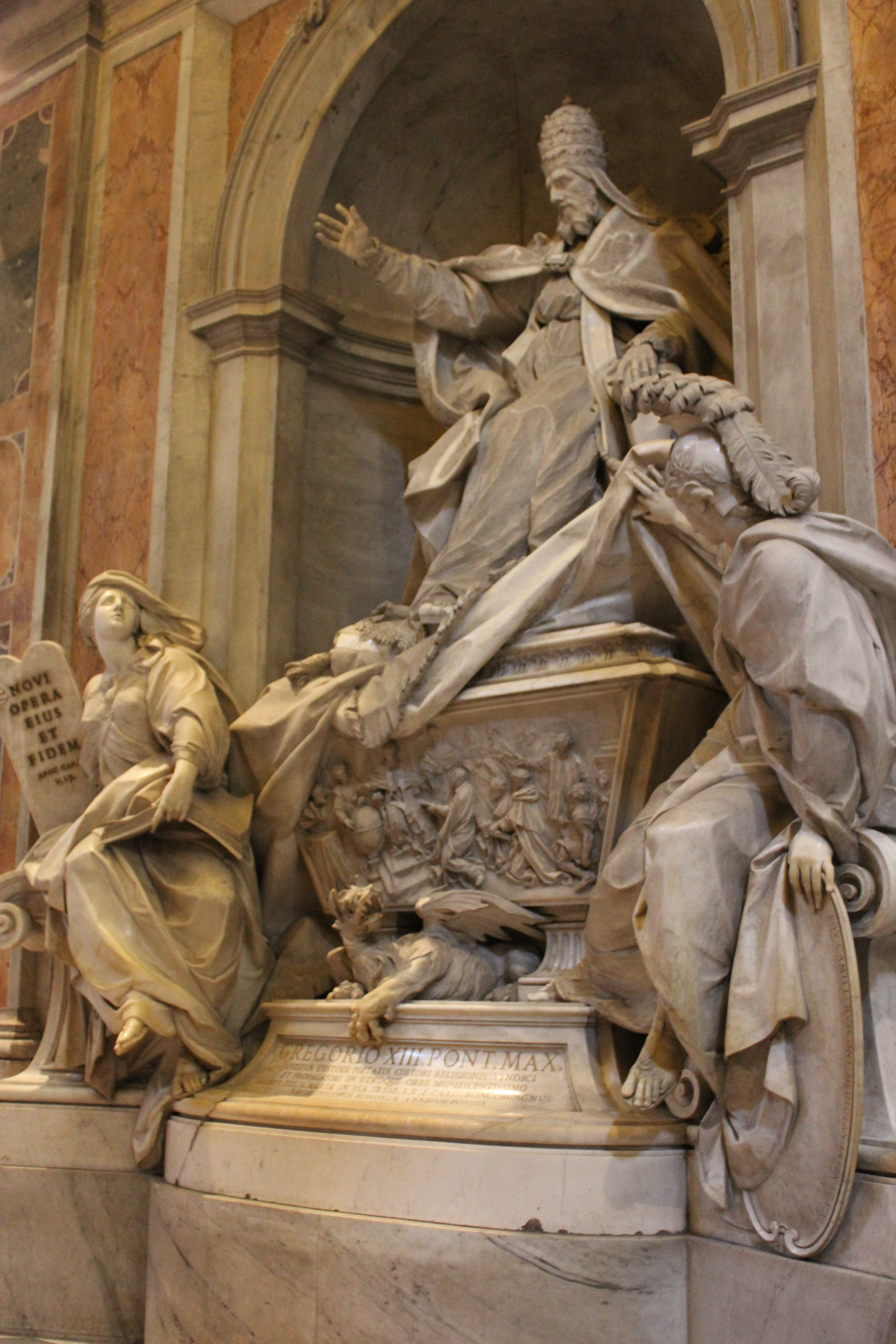
Камілло Русконі. Надгробок папи римського Григорія ХІІІ, Собор Св. Петра,Рим.
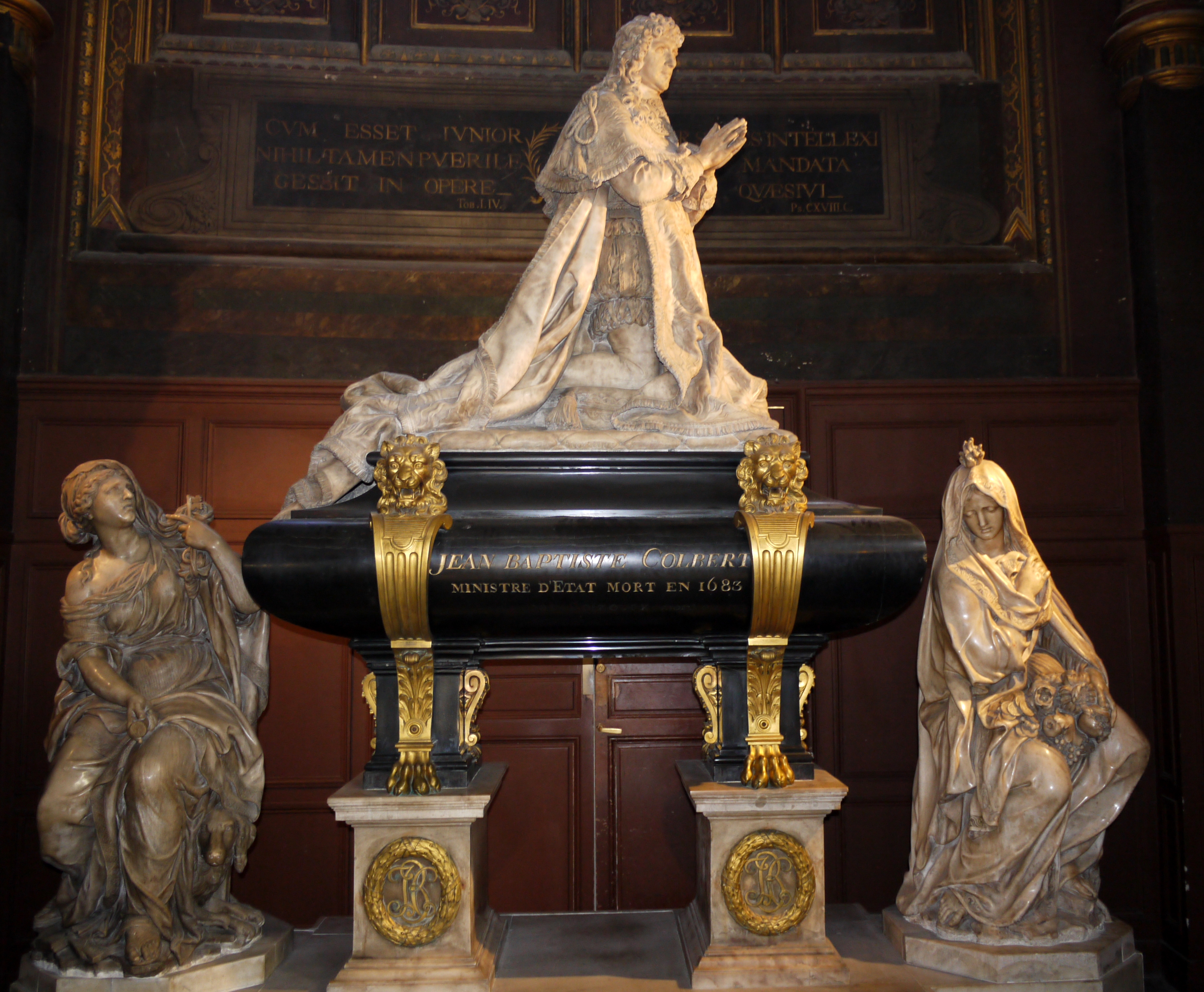
Надгробок міністра фінансів Кольбера, Франція.
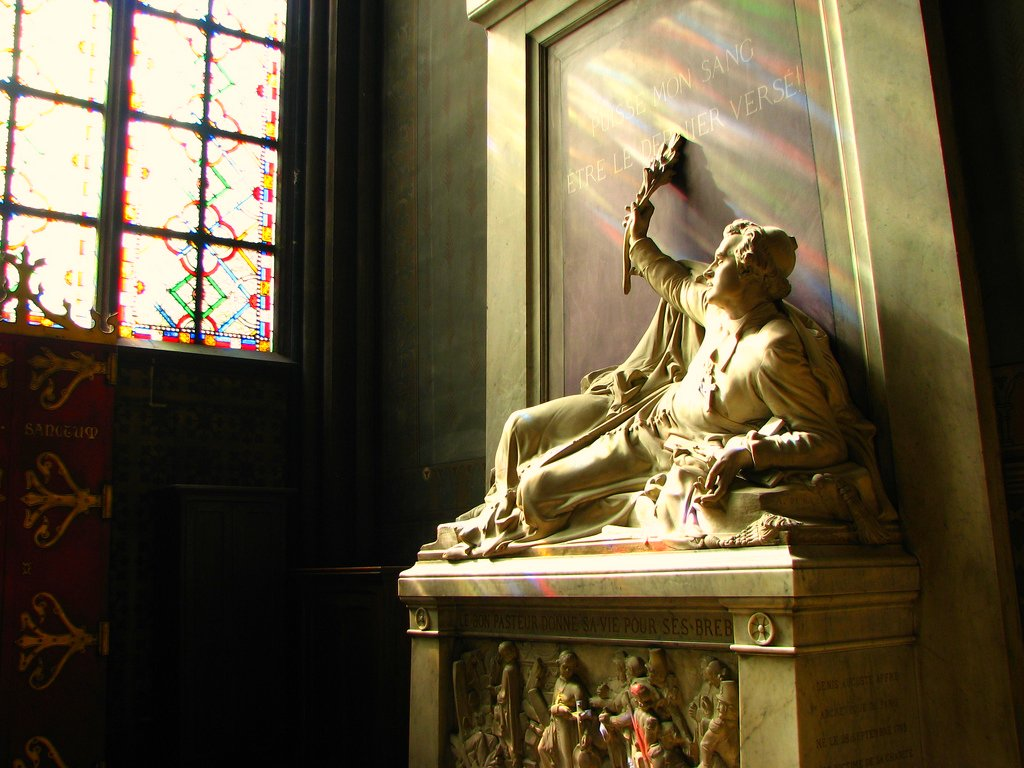
Надгробок в каплиці Сен Дені, Франція.
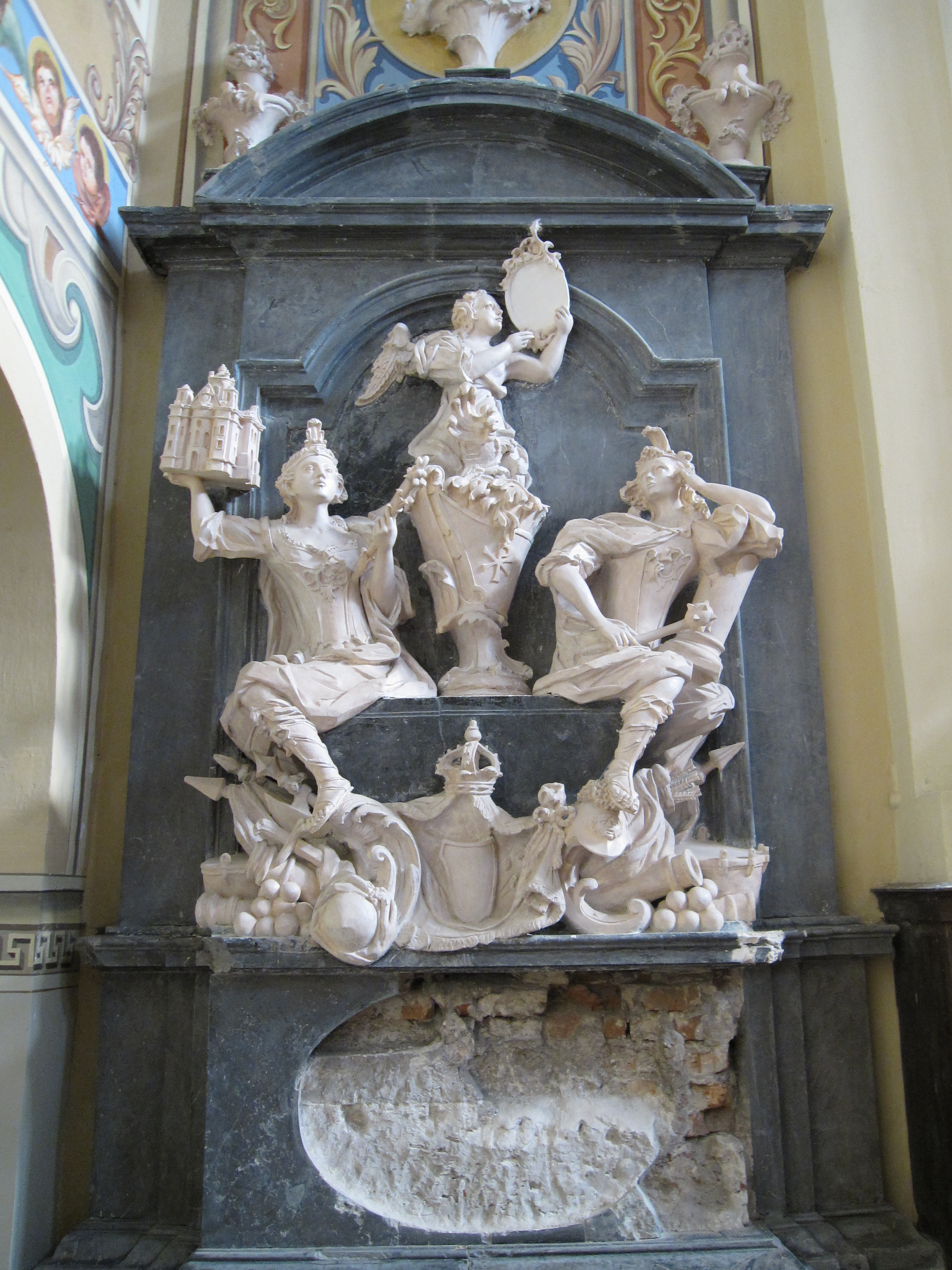
Колишній Домініканський костел, Жовква. Надгробок Марка Собеського роботи Андреаса Шлютера.
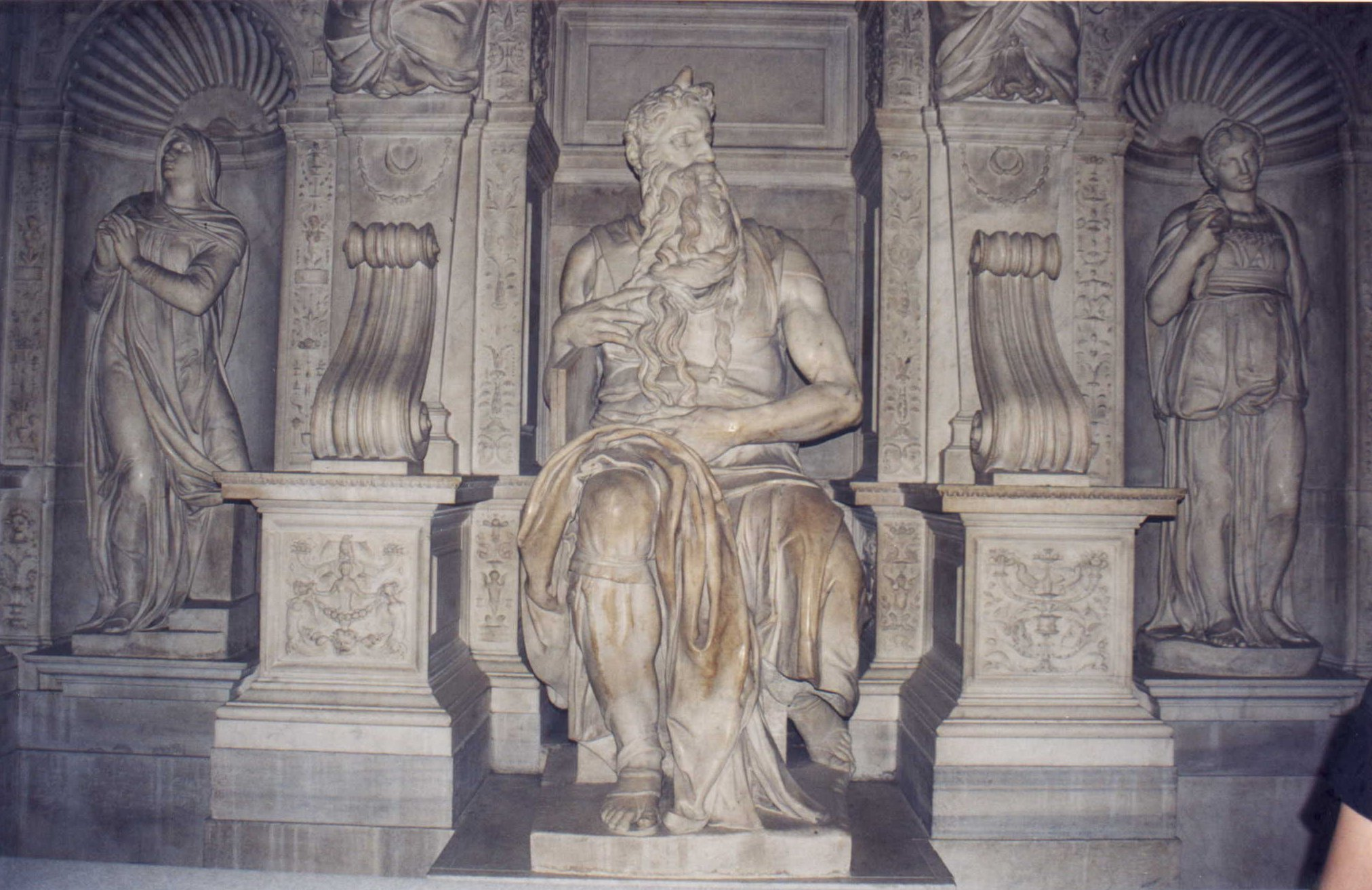
Гробниця папи Юлія ІІ, Сан П'єтро ін Вінколі, Рим
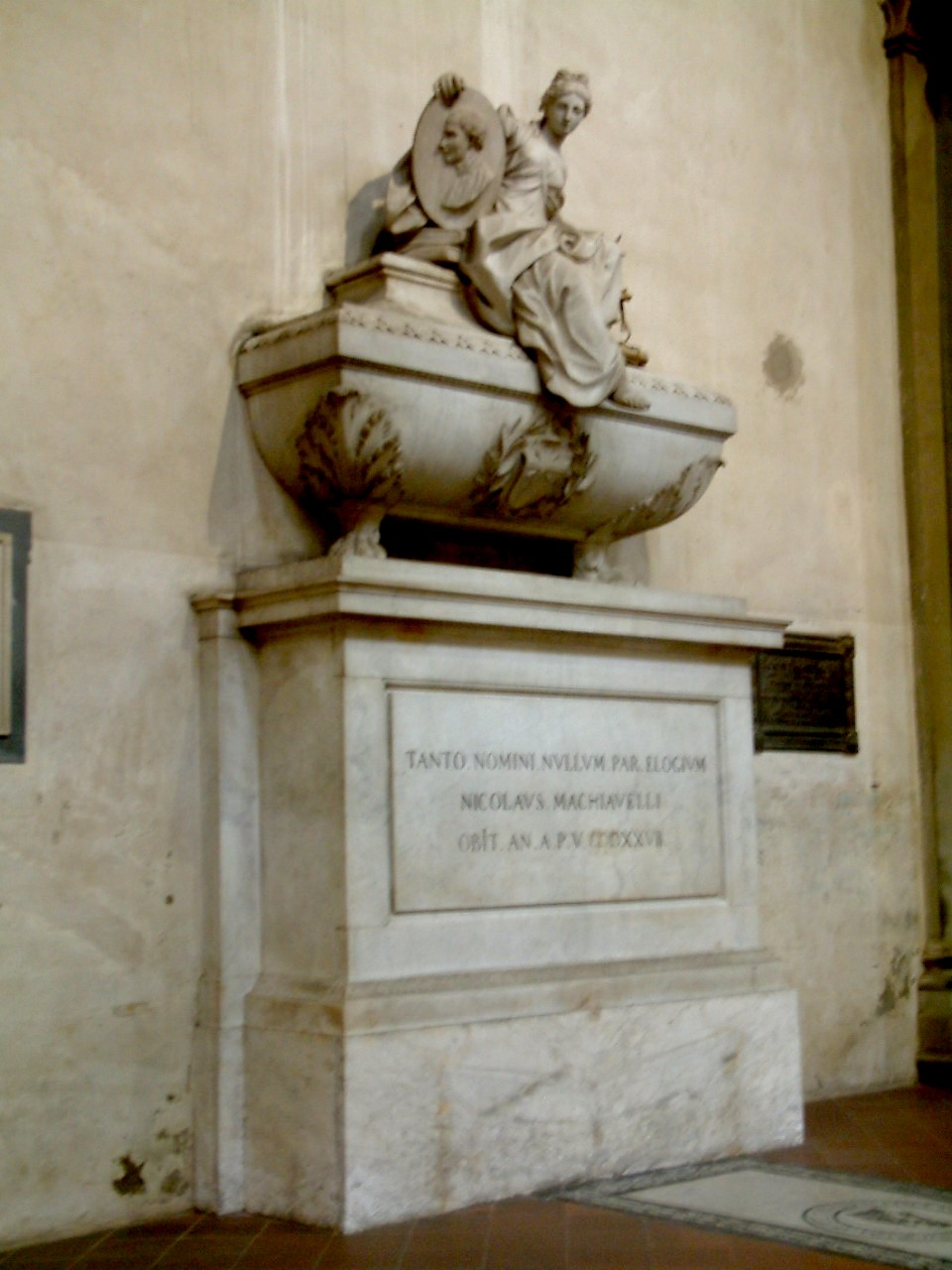
Кенотаф Нікколо Макіавеллі, Санта-Кроче (базиліка), Флоренція

### Венеційська скульптура

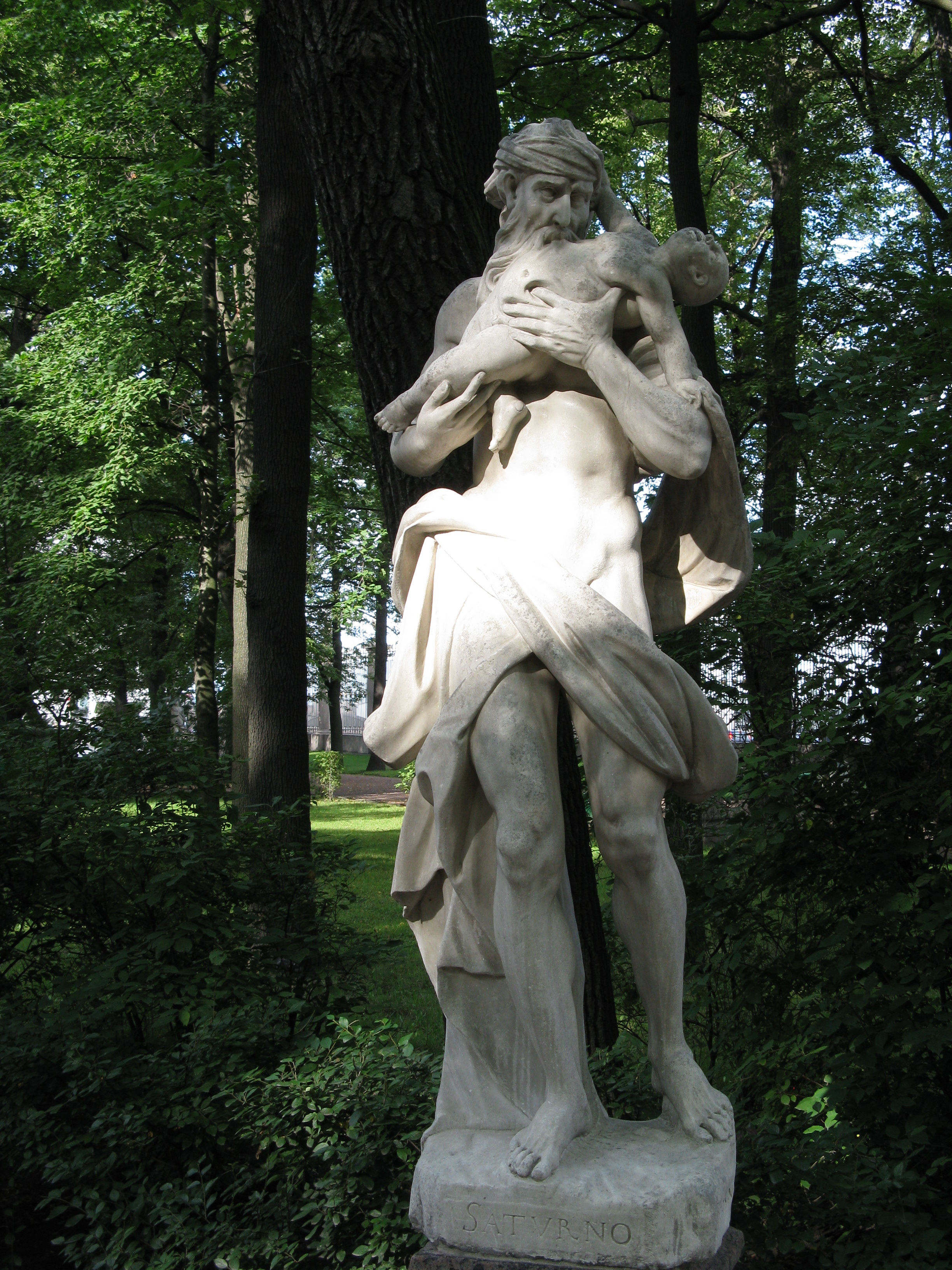
«Алегорія всепоглинаючого Часу» або «Сатурн»

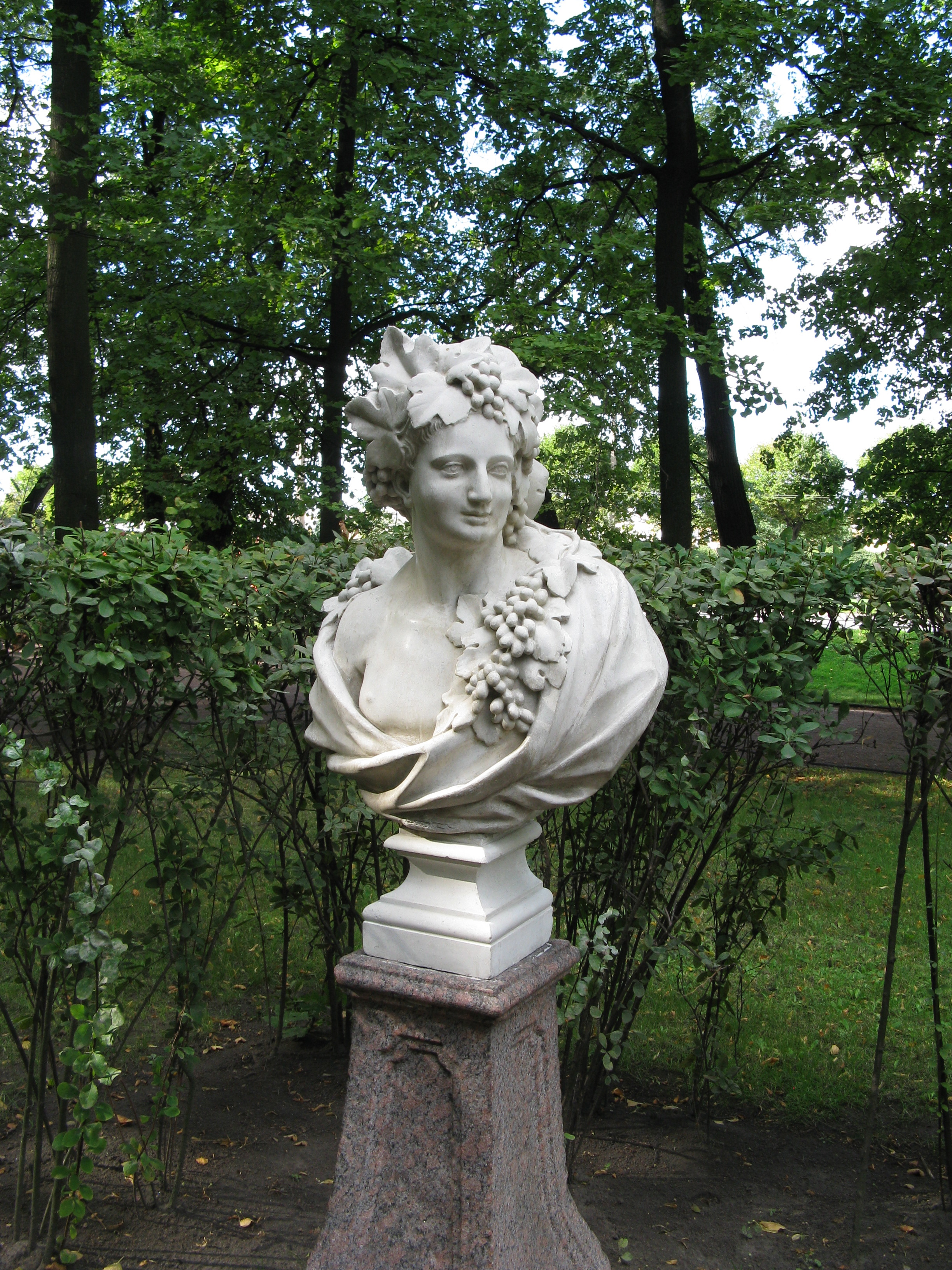
Алегорія осені
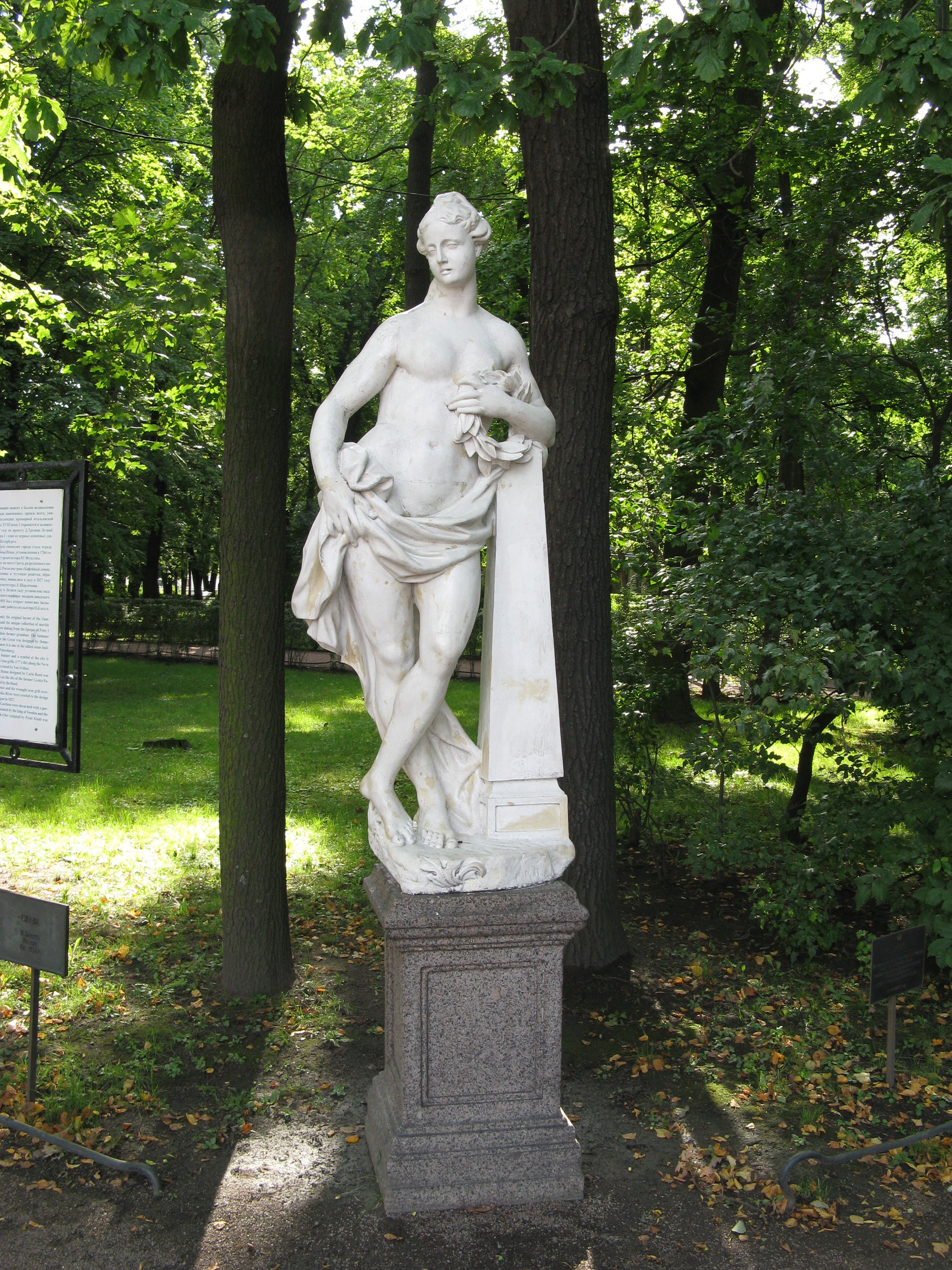
П. Баратта, «Слава вояків»
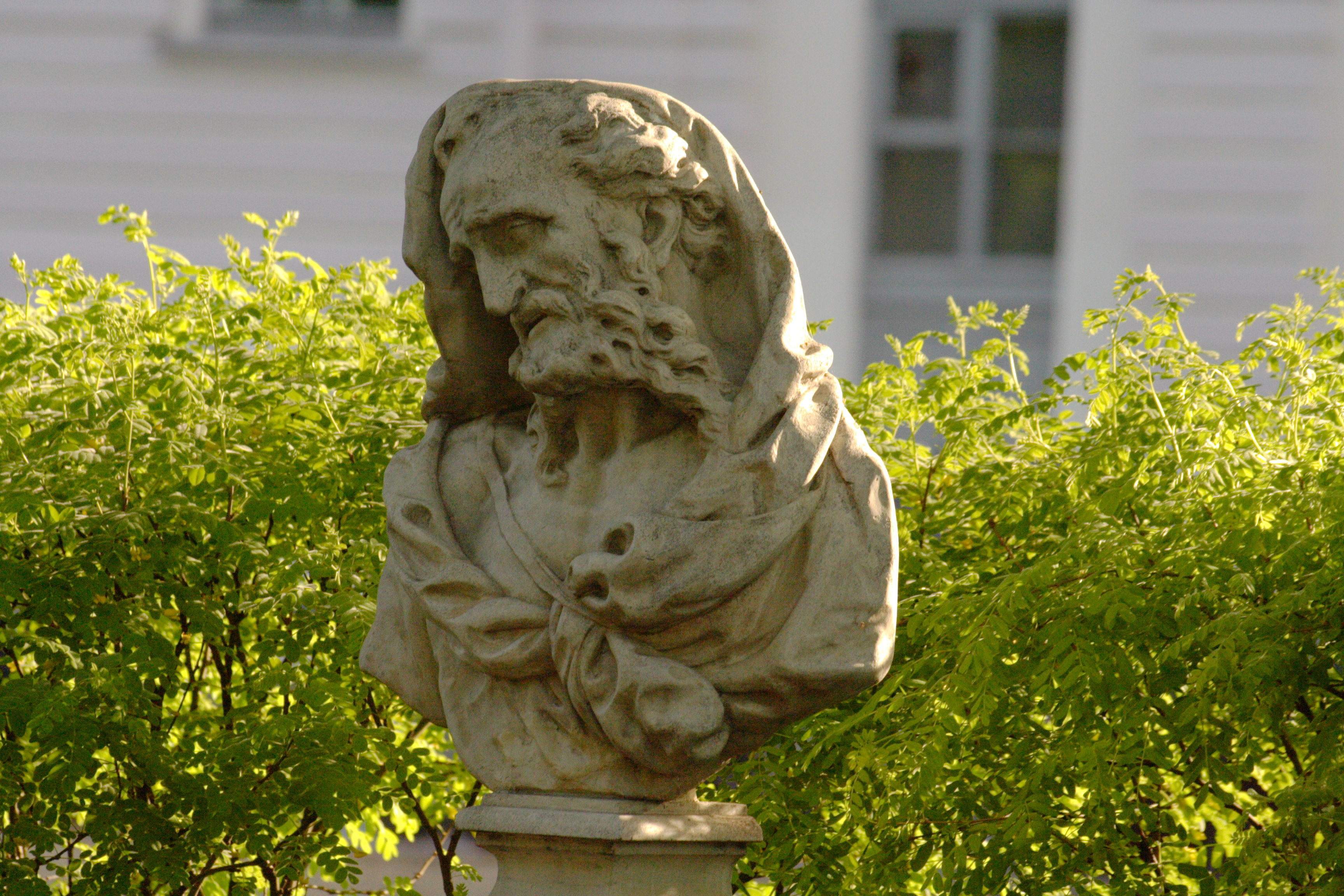
Філософ Геракліт
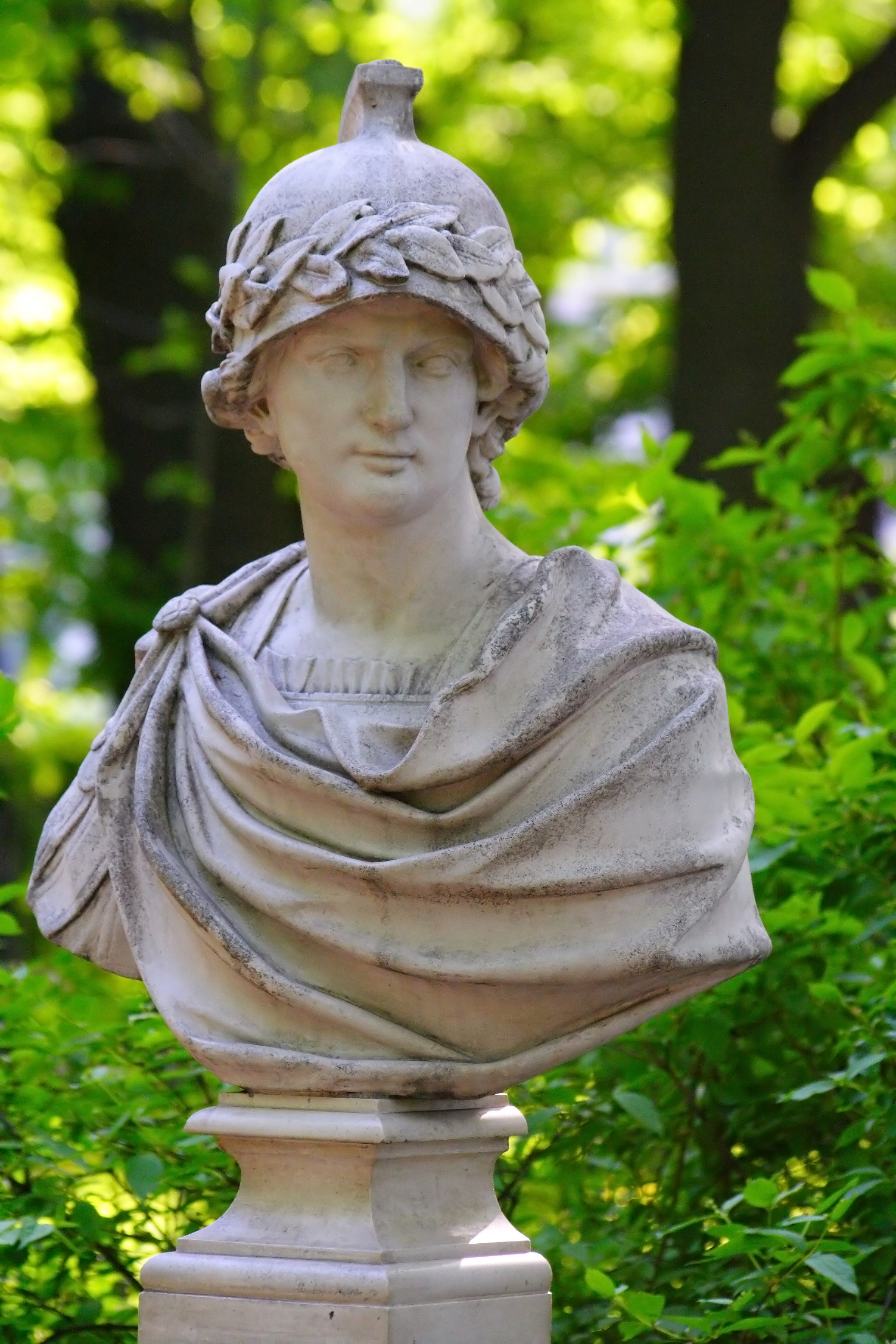
Погруддя Александра Македонського

### Українська скульптура
Українська скульптура

## Надгробок добикласицизму

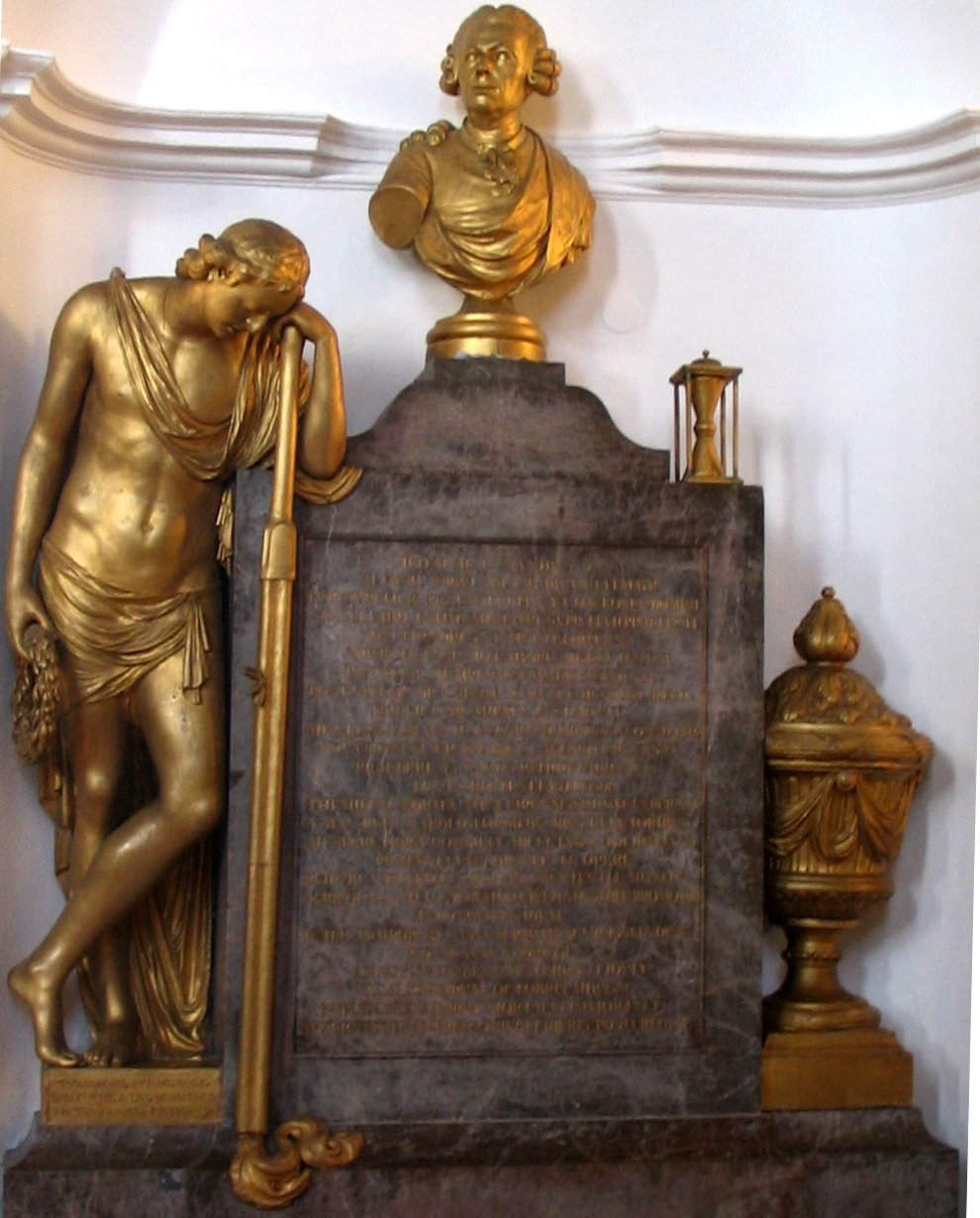
Надгробок Алоізія фон Крейтмайра доби класицизму з епітафією, 1794 р., Баварія.
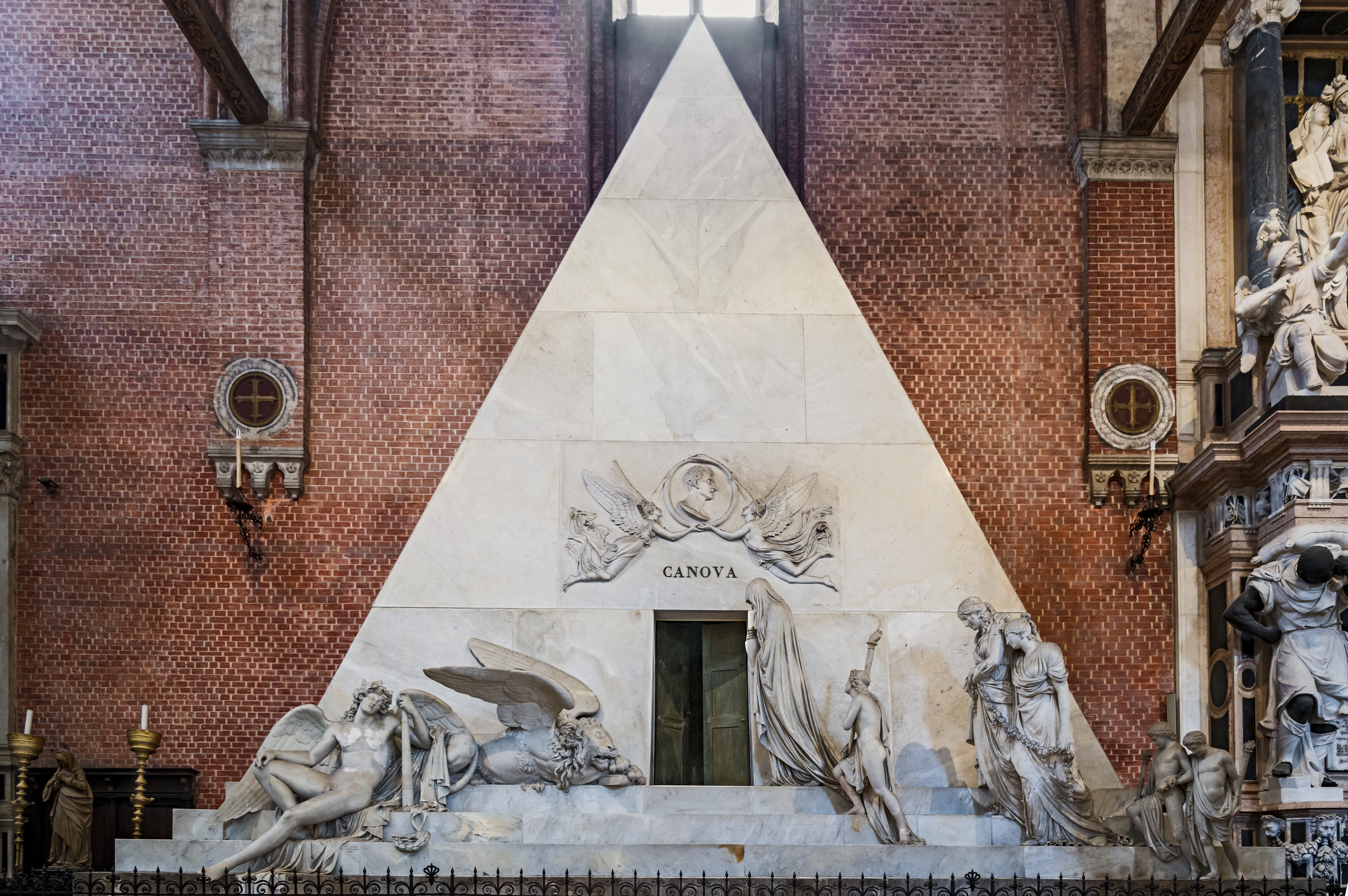
Мавзолей скульптора Антоніо Канови у соборі Санта-Марія Глоріоза деї Фрарі.
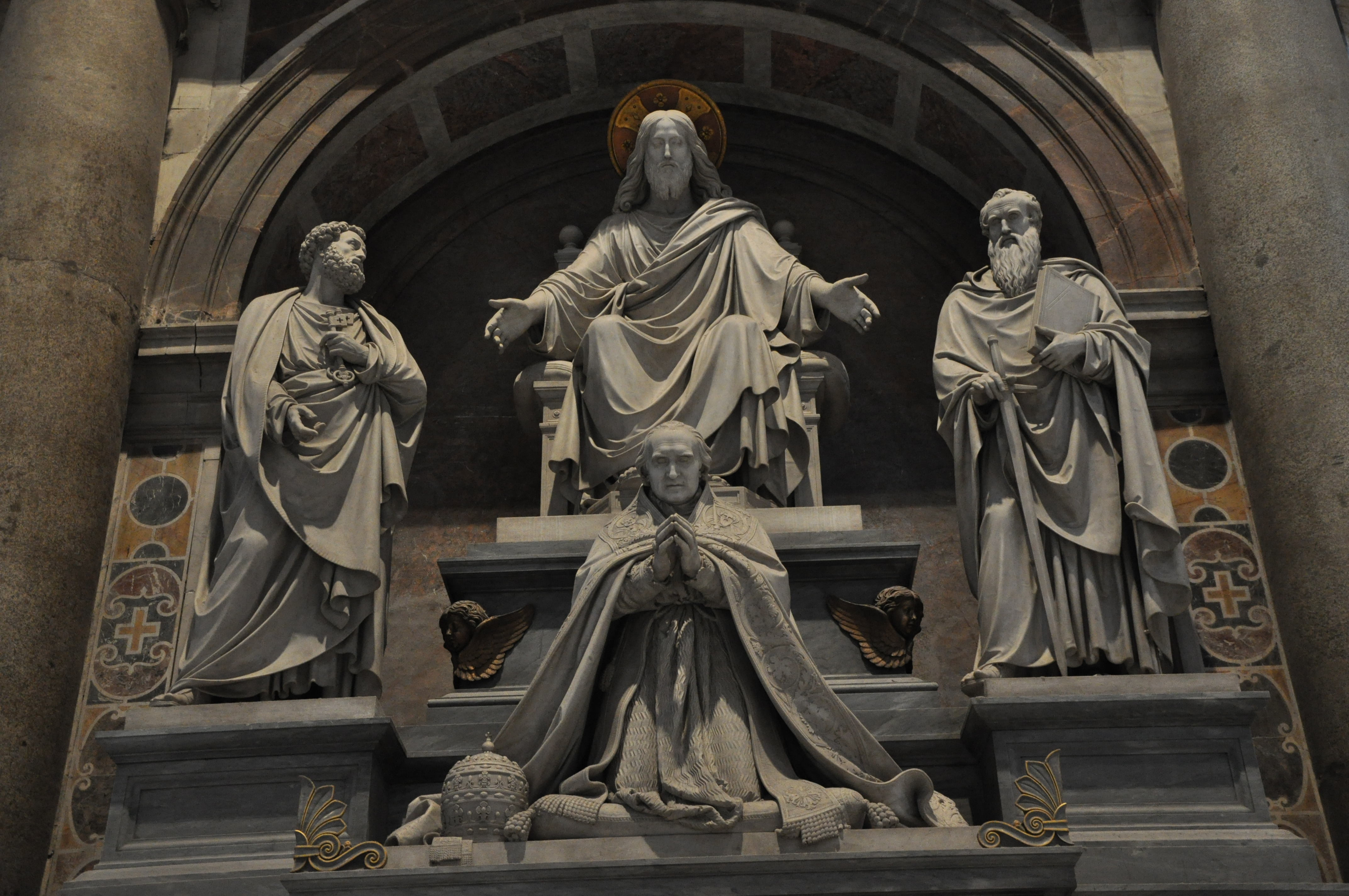
Скульптор П'єтро Тенерані, надгробок папи римського Пія  VIII‎, Ватикан,  р.

### Скульптура країн Азії

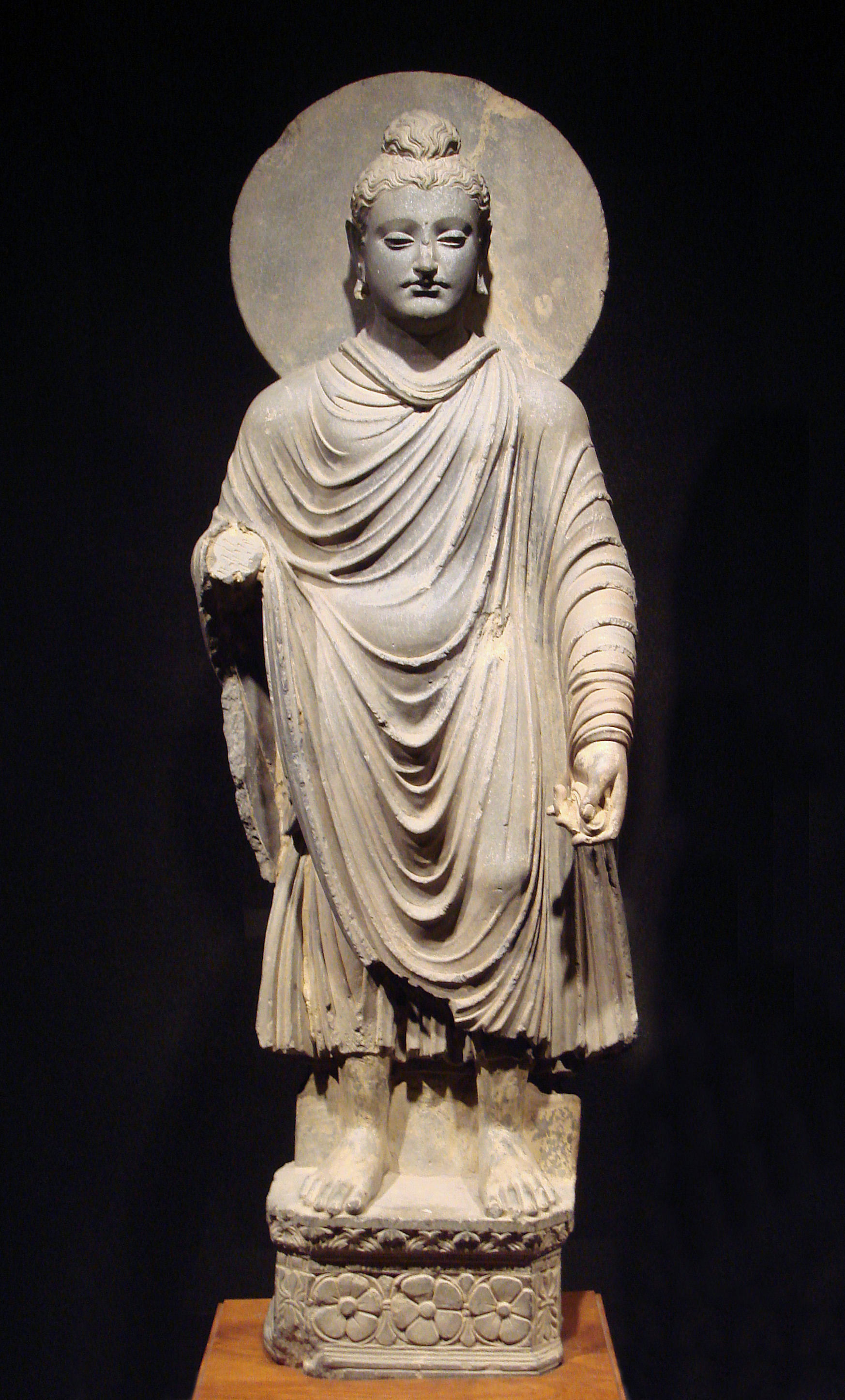
Будда з Гандхари. 1-2 століття
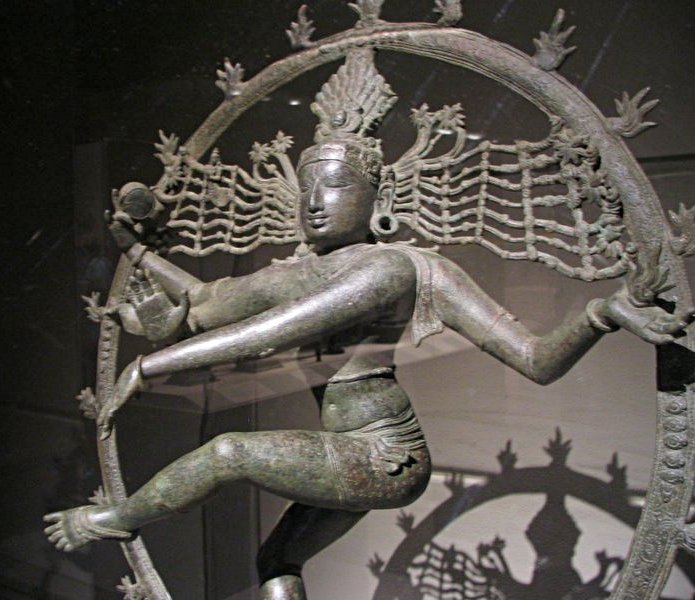
Індуська статуетка періоду Чола, 1000 рік
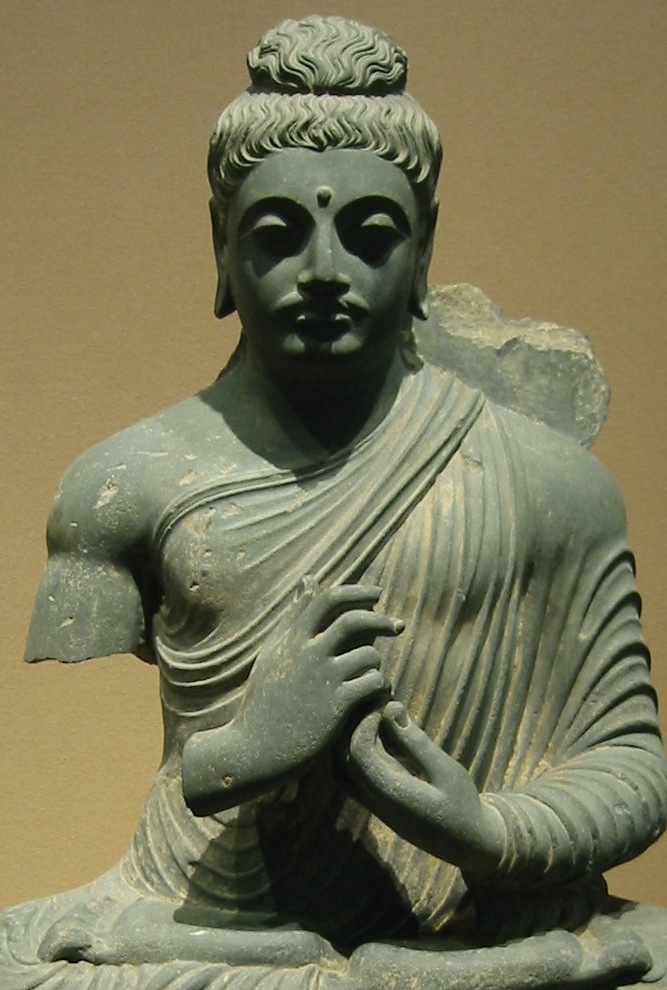
Буддійська статуетка 2 століття
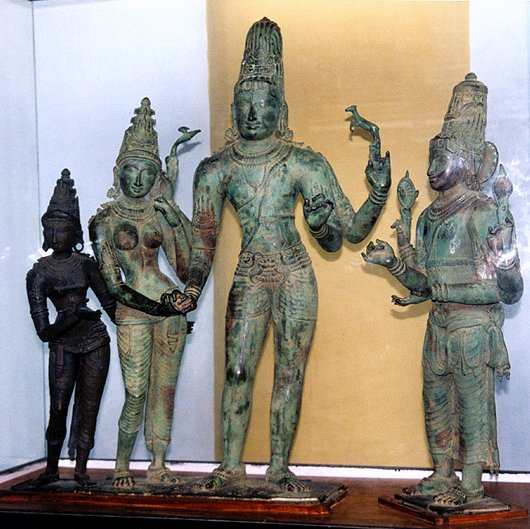
Бронзові статуетки періоду Чола, 11-12 століття
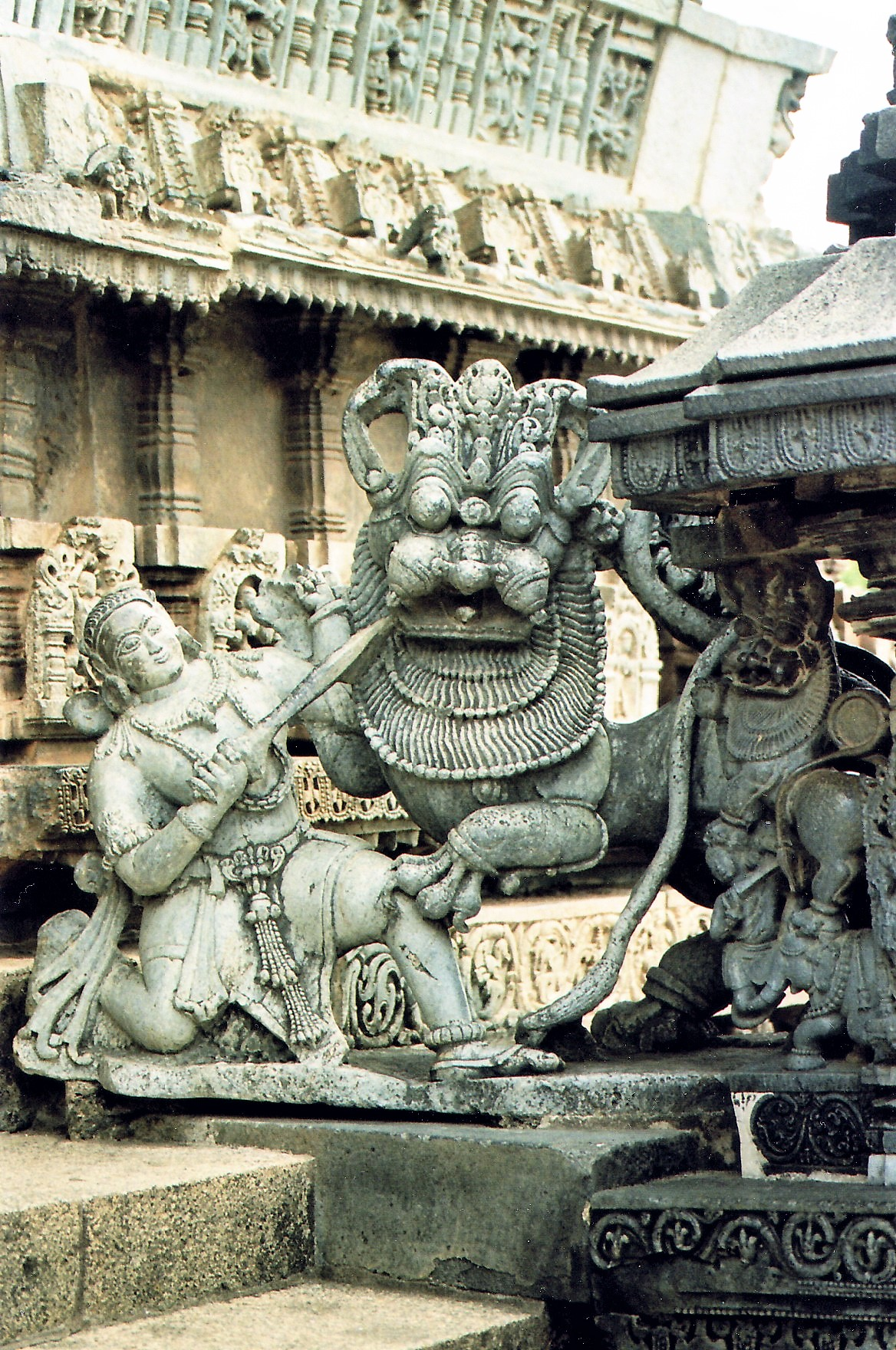
Емблема Гойсала
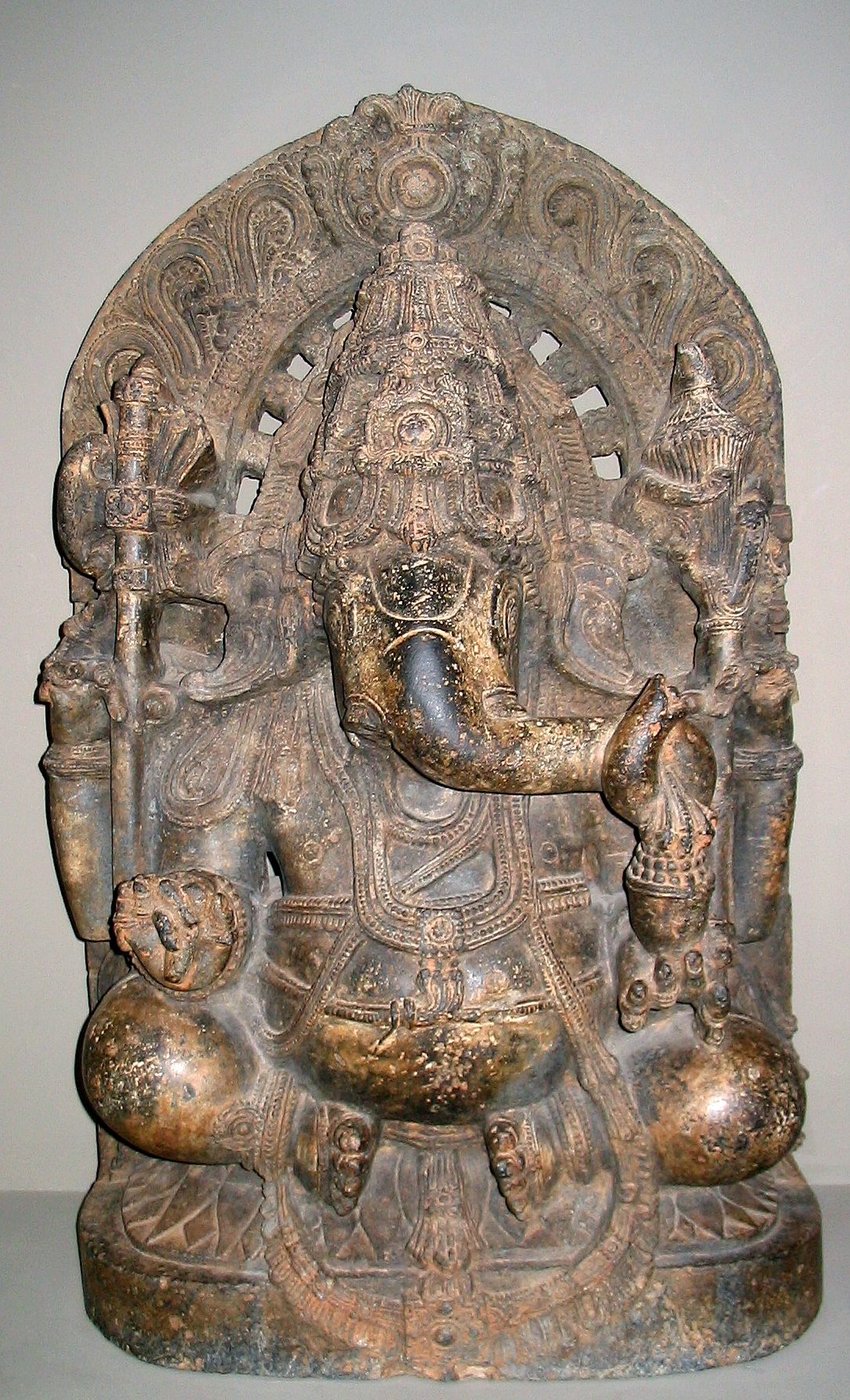
Ганеша, статуя 13 ст.
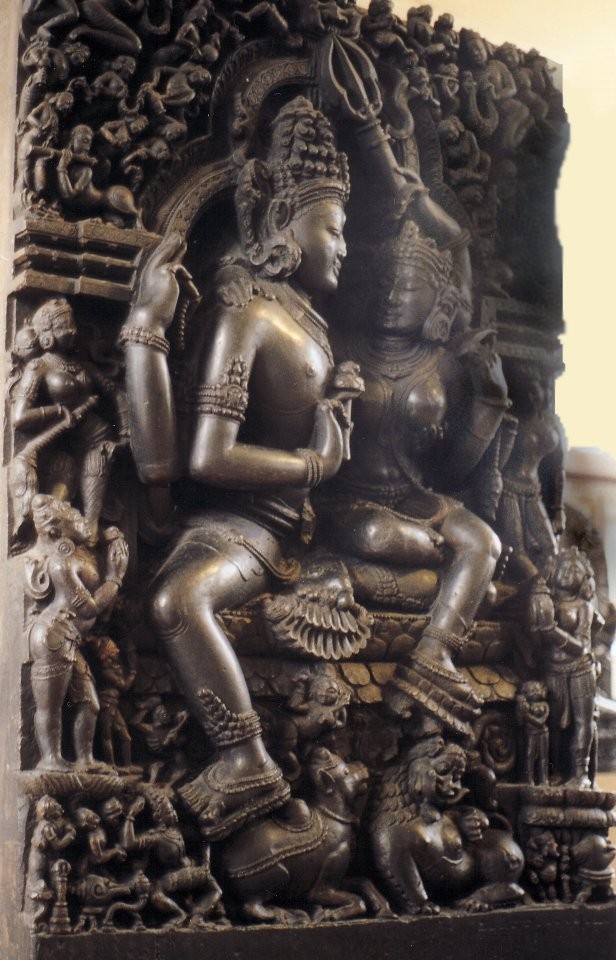
Шива і Парваті
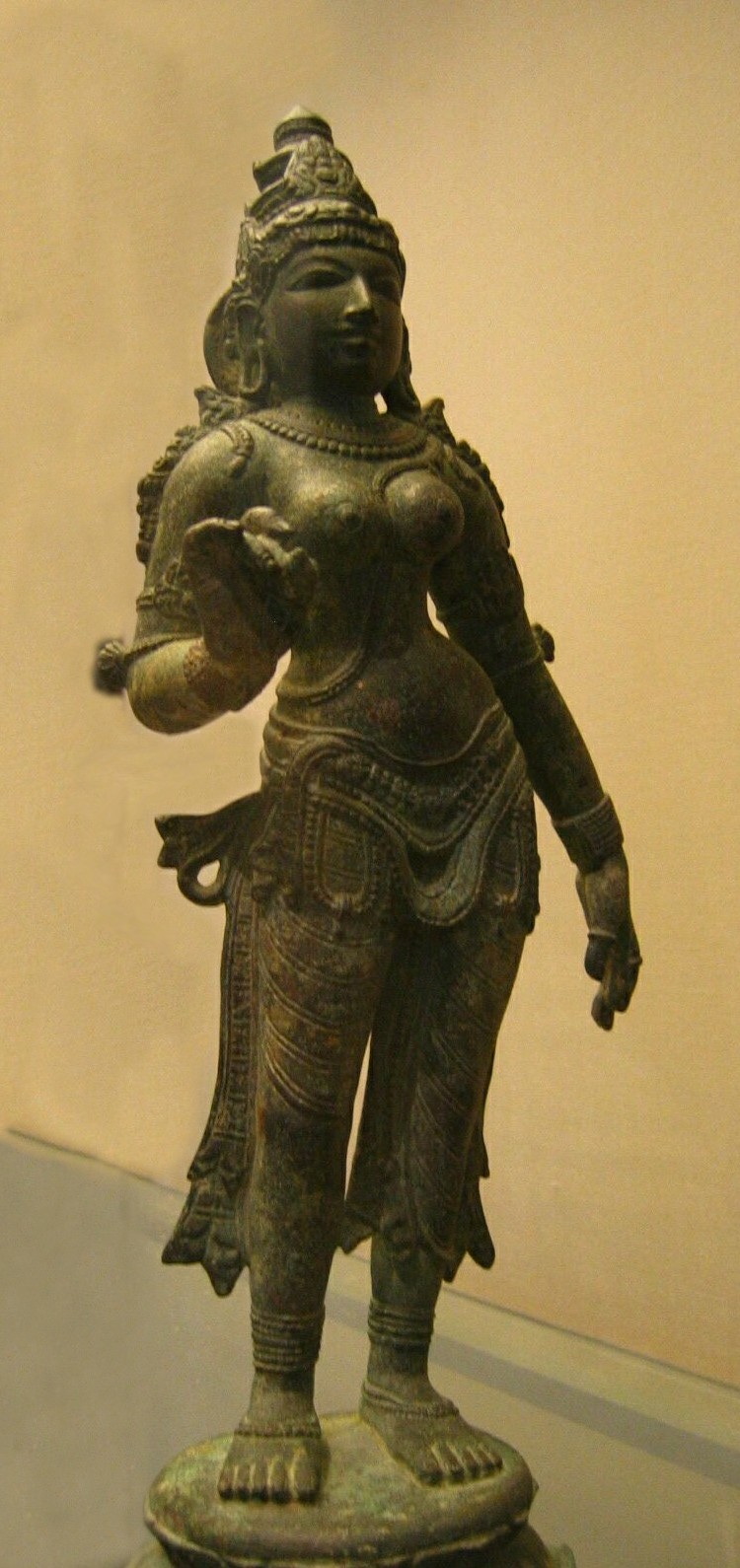
Бхудеві
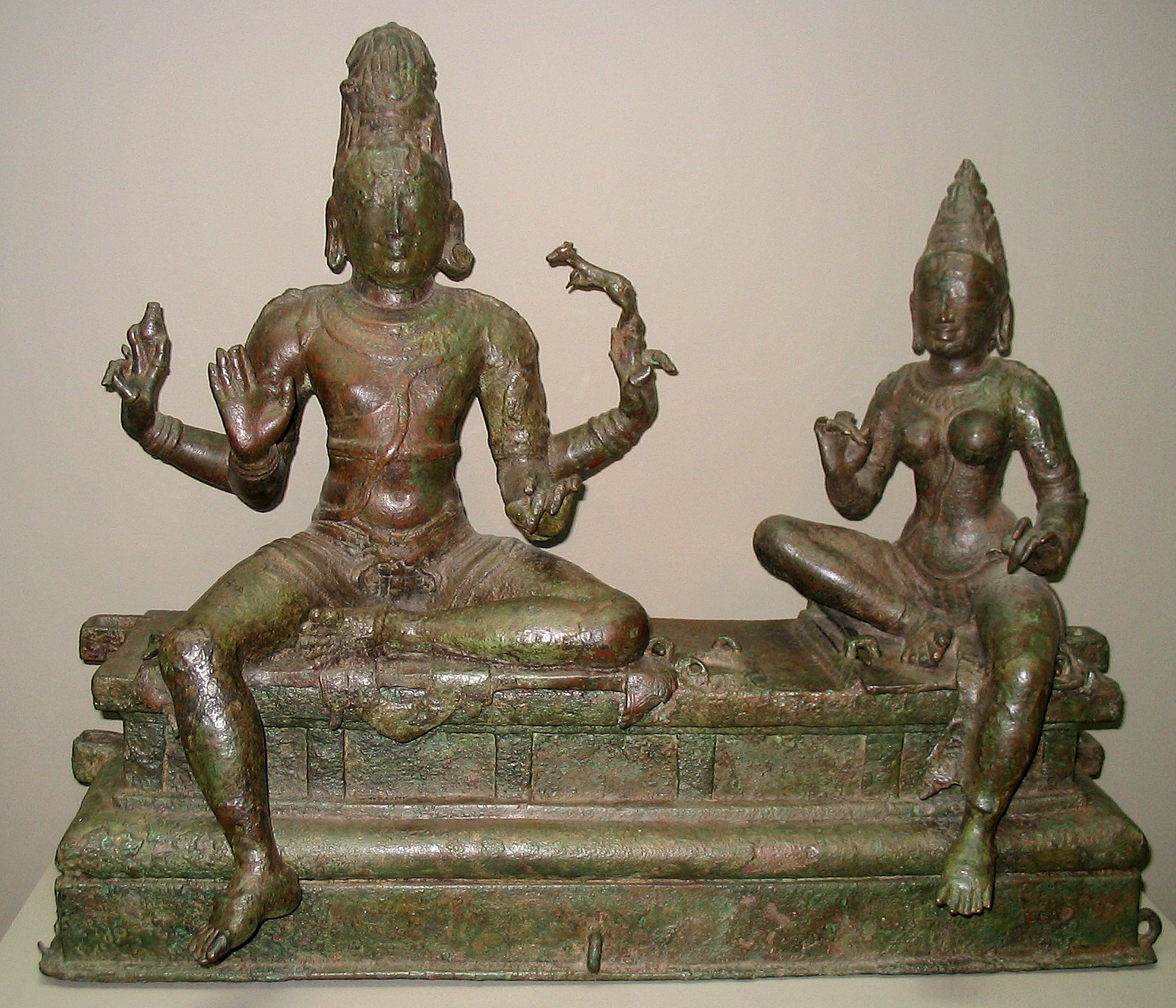
Шива та Ума, 14 століття
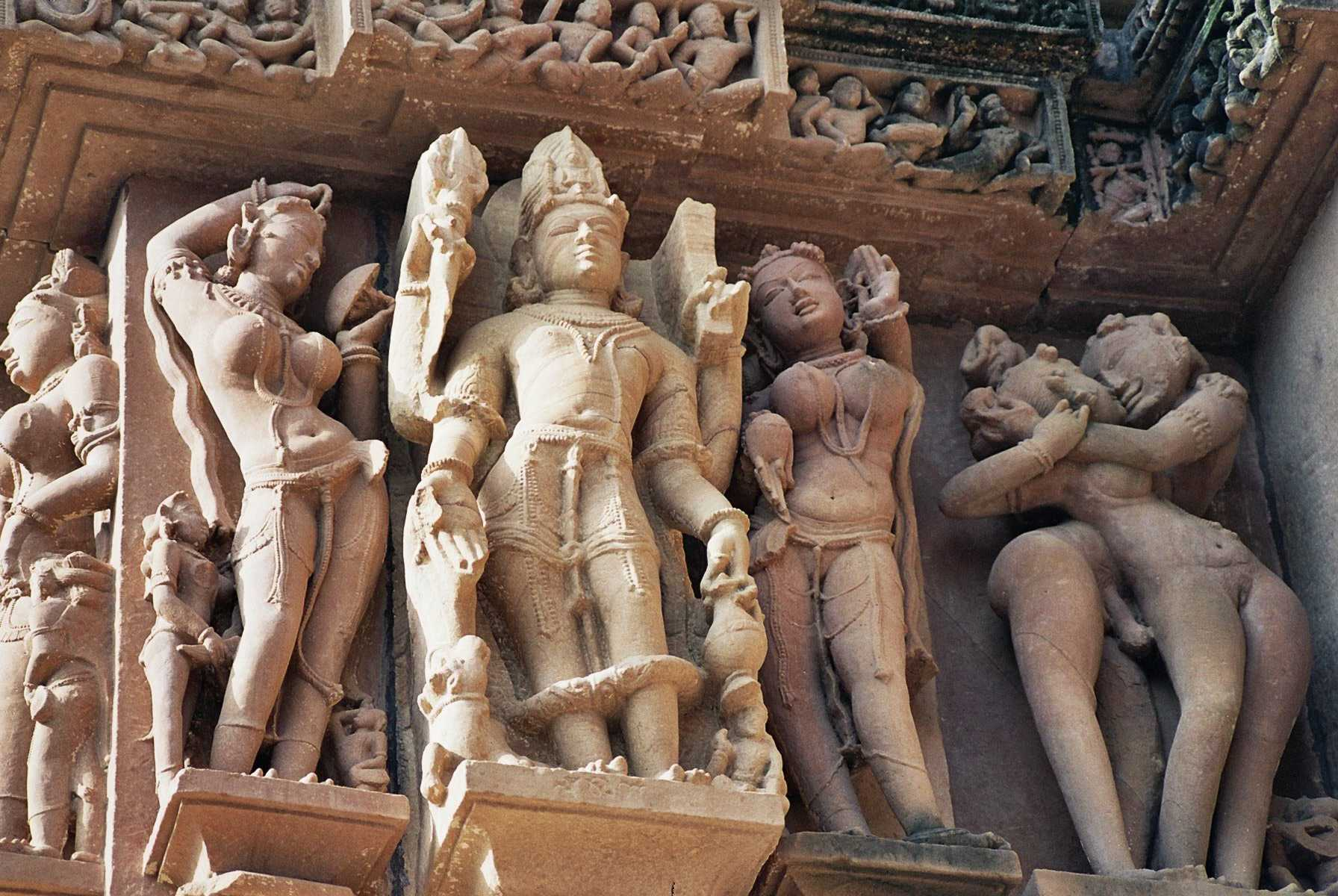
У Кхаджурахо
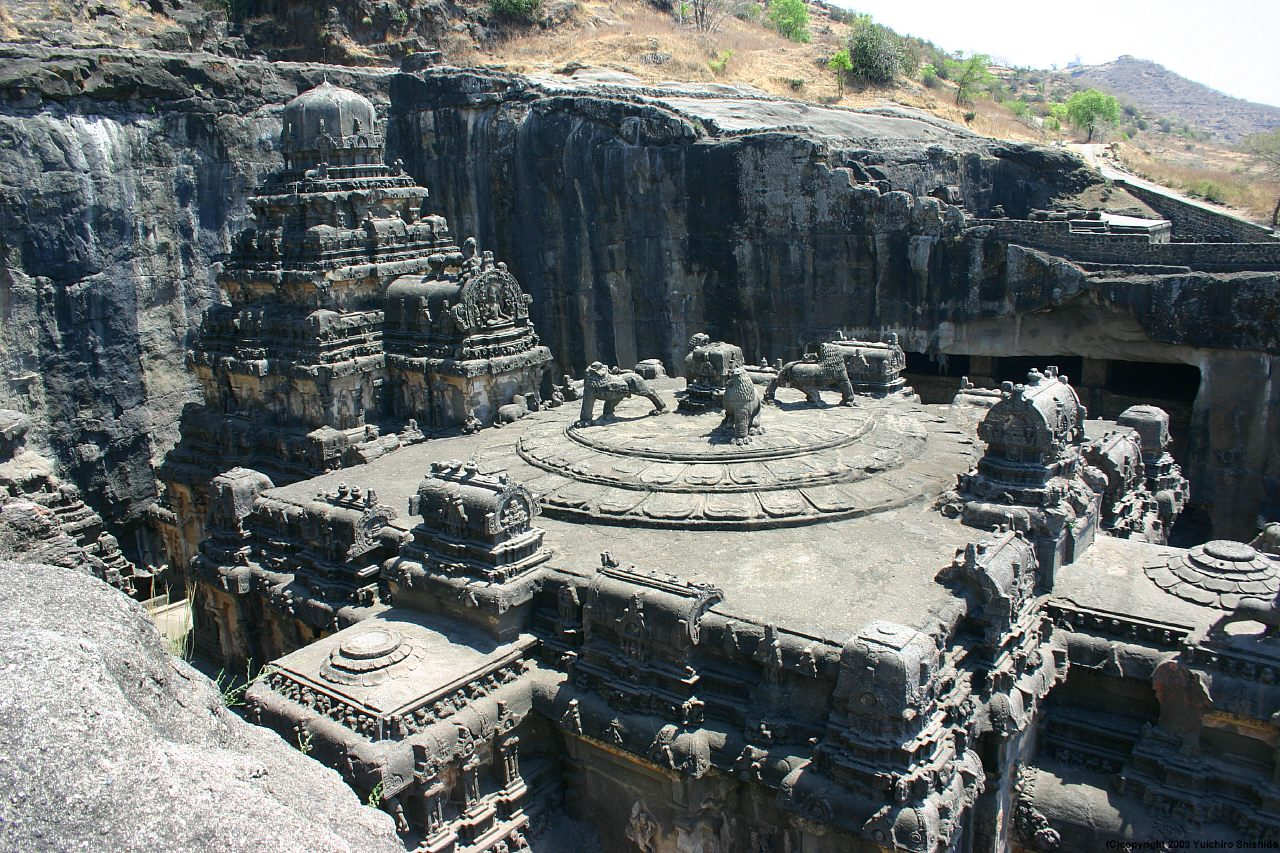
У печері в Еллорі
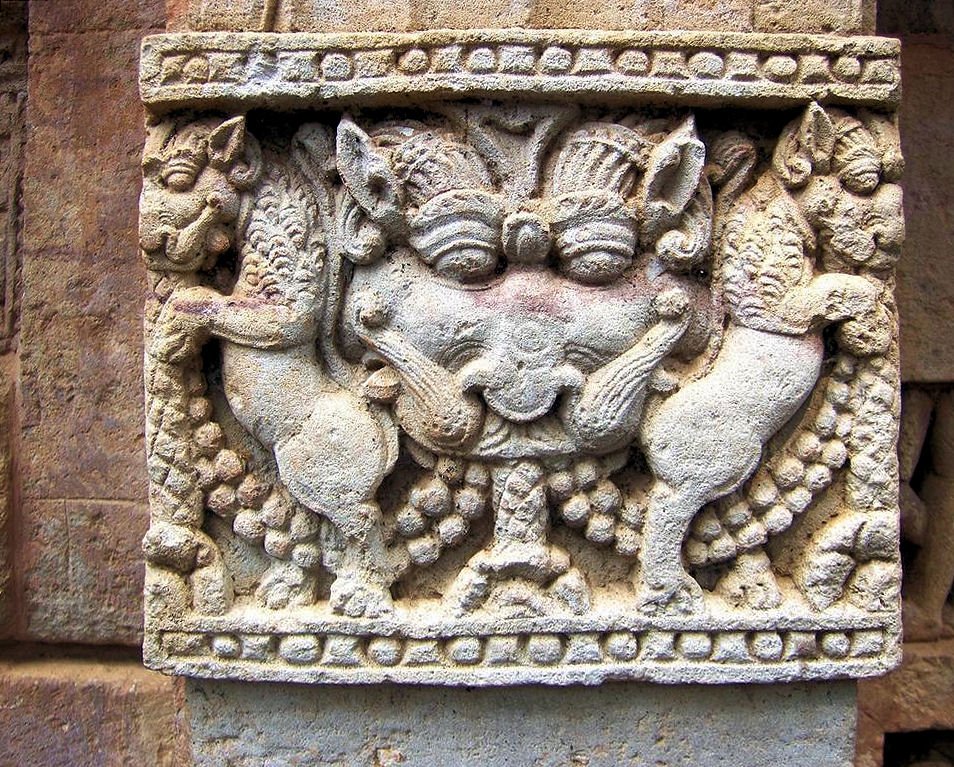
Скульптура в храмі Парсурамесвар, Бхубанешвар
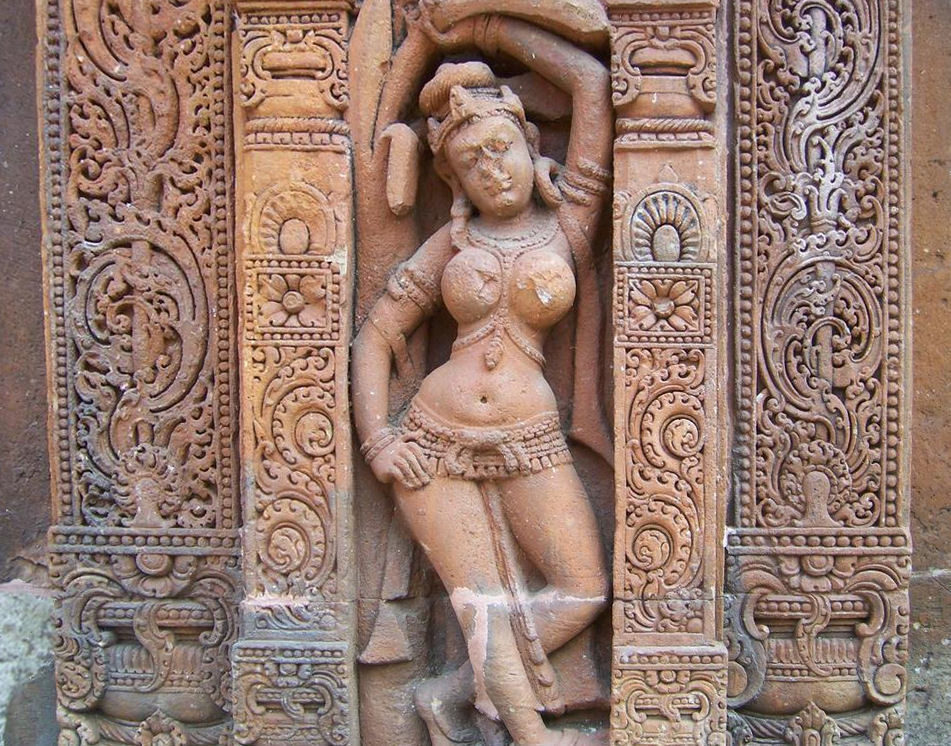
Скульптура жінки у танці в храмі Парсурамесвар
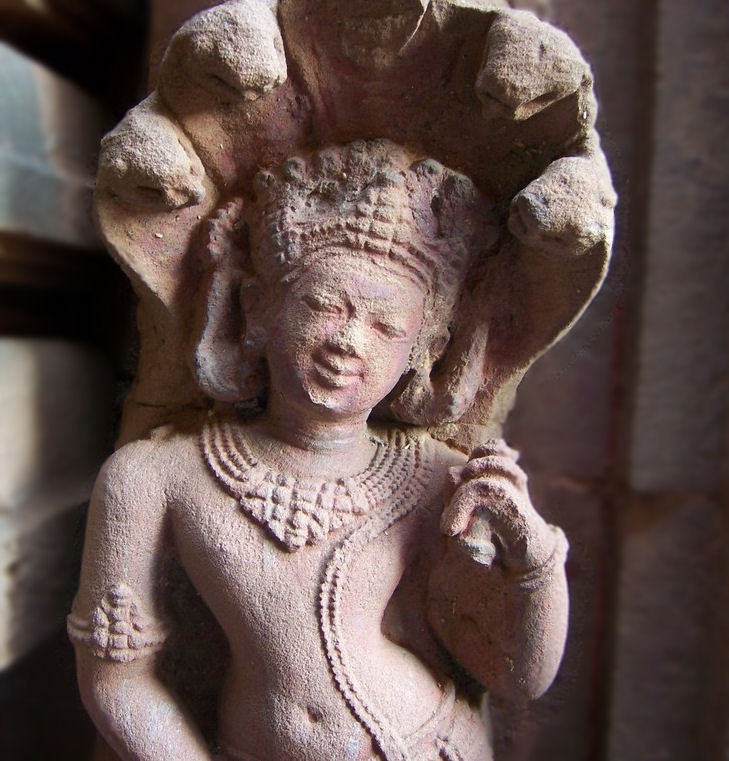
Вішну в Бхубанешварі
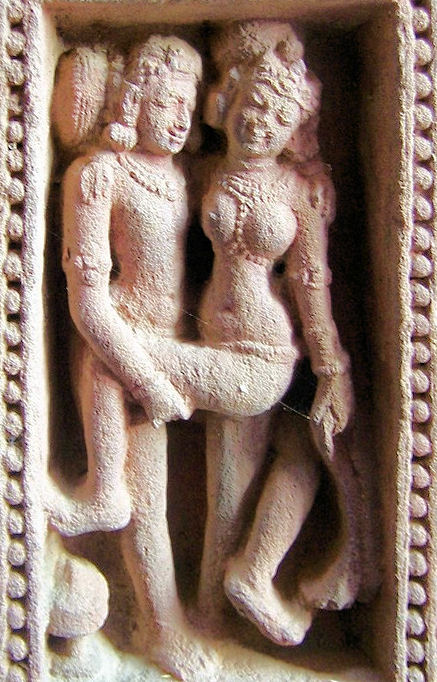
Скульптура в храмі Муктерсвар, Бхубанешвар